# Tajo
El Tajo (Tacho en aragonès, Tajo en castellà, Tejo en portuguès) és el riu més llarg de la península Ibèrica. La travessa en la seva part central i pren un rumb est-oest, amb una lleu inclinació cap al sud-oest, que s'accentua quan arriba a Portugal.
En temps dels romans, es deia Tagus i els àrabs li van dir Wadi Tadjo. En català s'han utilitzat també les formes catalanitzades de Taix (s. XVII) i; Teix i Teixo (s. XX) però no són recomanables.
Neix als Montes Universales, a la serra d'Albarrasí, sobre la branca occidental del sistema Ibèric i, després de recórrer 1.007 km, arriba a l'oceà Atlàntic a la ciutat de Lisboa. En la seva desembocadura forma l'estuari del Mar de la Paja, en el qual aboca un cabal mitjà de 456 m3/ s. En els seus primers 816 km travessa Espanya, on discorre per quatre comunitats autònomes (Aragó, Castella-la Manxa, Madrid i Extremadura) i un total de sis províncies (Terol, Guadalajara, Conca, Madrid, Toledo i Càceres).
Després de formar frontera entre Espanya i Portugal al llarg de 47 km, entra en aquest últim país. Aquest tram en els quals el riu delimita la frontera entre Espanya i Portugal és conegut com Tajo Internacional. A Portugal recorre 145 km, a través de les regions tradicionals de Beira Baixa, Alt Alentejo, Ribatejo i Extremadura, en què s'integren els districtes de Castell Blanc, Portalegre, Santarém i Lisboa. Les ciutats més importants per les quals passa són Aranjuez, Toledo i Talavera de la Reina a Espanya; i Abrantes, Santarém i Lisboa, a Portugal.
La seva conca té una superfície total de 80.600 km². És la de major població de la península Ibèrica, amb més de deu milions d'habitants. S'hi integren l'àrea metropolitana de Madrid i la regió de Lisboa. La conca del Tajo arriba a una capacitat total d'embassament al voltant dels 14.500 hm3. Pel que fa al territori espanyol, és regulada per la Confederació Hidrogràfica del Tajo, organisme dependent del Ministeri d'Agricultura i Pesca, Alimentació i Medi Ambient. El transvasament Tajo-Segura deriva part del cabal del riu cap a la zona sud-oriental d'Espanya.
El seu curs alt està inclòs dins el Parc Natural de l'Alt Tajo (província de Guadalajara). També el seu curs mitjà-baix està protegit legalment, mitjançant el Parc Nacional de Monfragüe, localitzat a la província de Càceres. Més endavant es troba el parc natural del Tajo Internacional, entre la província de Càceres i Portugal. En la seva desembocadura es troba la reserva natural de l'Estuari del Tajo.

## Toponímia

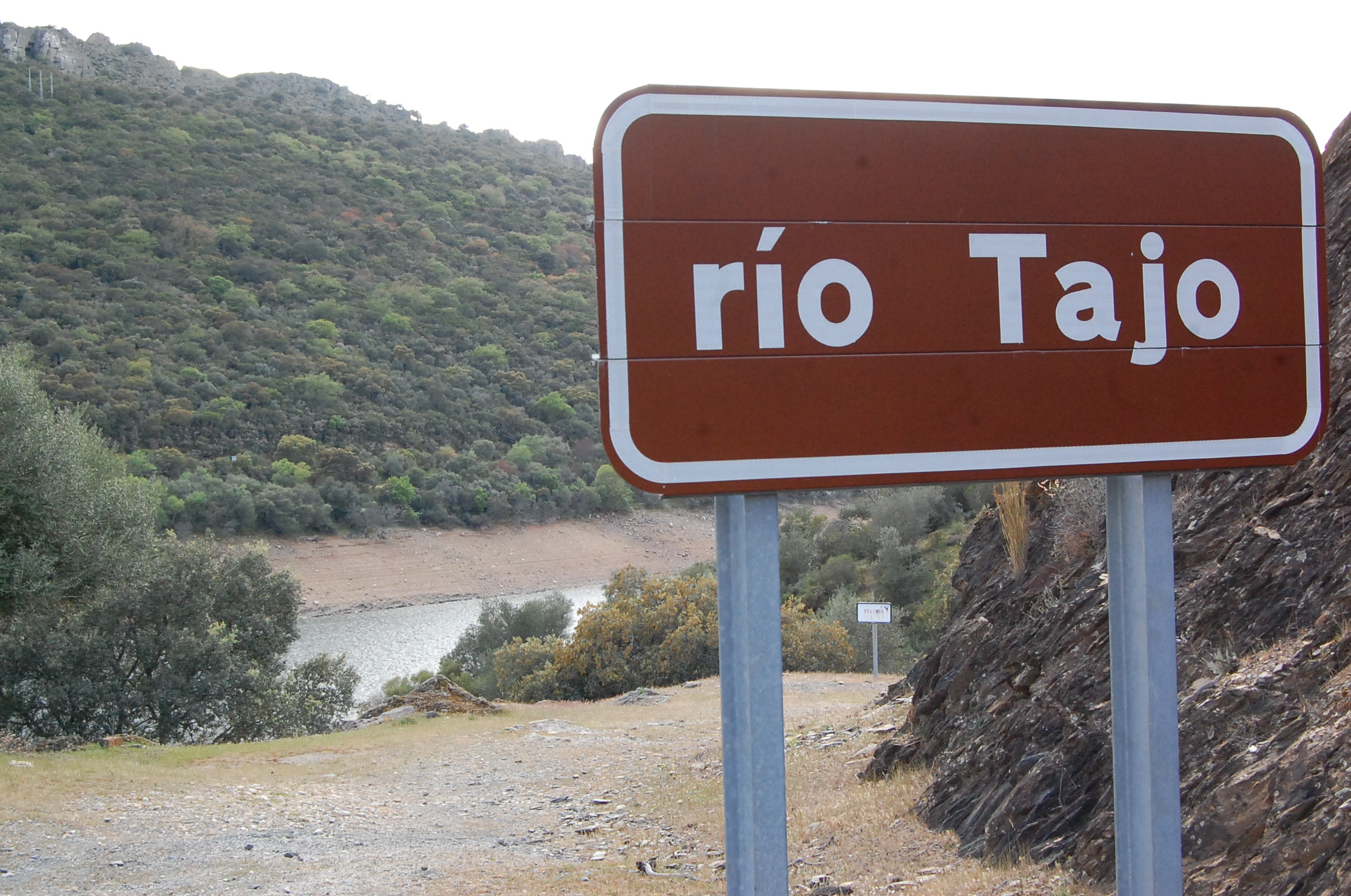
Cartell amb el nom de riu en castellà.

Conegut com el Tagus pels romans. Segons Sili Italic, Tagus hauria estat un rei iber cruelment assassinat per Àsdrubal el Bell. L'historiador portuguès André de Resende al·ludeix a aquest episodi en la seva obra  Les antiguitats de Lusitània.

## Conca

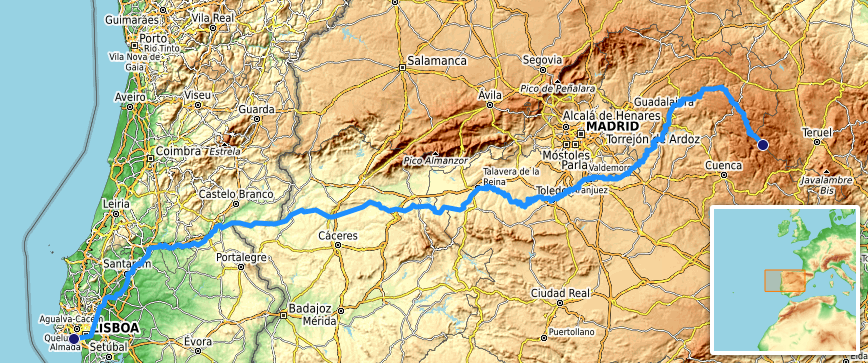
Curs del ríu a través d'España i Portugal.

La conca del Tajo ocupa una extensió de 80.600 km², que es distribueixen en un 69,2% (55.750 km²) per sòl espanyol i en un 30,8% per terres portugueses (24.850 km²). És la tercera conca de major superfície de la península Ibèrica, després de la conca hidrogràfica del Duero, amb 97.290 km², i de la de l'Ebre, amb 83.093 km².
Se situa al centre del massís Ibèric, que el riu recorre al llarg de 910 km, a través de la submeseta sud. Queda delimitada, a nord, pel Sistema Central, a través de les serres de Guadarrama, i la seva extensió oriental, Somosierra, Gredos, Gata i da Estrela; al sud, per les muntanyes de Toledo i la serra de Montánchez; a l'est, pel Sistema Ibèric, amb la serra d'Albarrasí i la Serranía de Cuenca com a principals formacions; i a l'oest, per l'oceà Atlàntic.
Els seus afluents més importants (Jarama, Guadarrama, Alberche, Tiétar i Zêzere) provenen de la part septentrional, amb el què, en conseqüència, aboquen al Tajo per la dreta. Els quatre primers neixen a les serres de Guadarrama i Gredos, on se sobrepassen freqüentment els 2.000 m d'altitud sobre el nivell de la mar. En les altres serralades, aquesta cota es frega ocasionalment tan sols en la serra da Estrela, situada igualment al nord del seu curs, l'altitud màxima és de 1.993 m. Aquí té el seu origen el riu Zêzere.
Pel que fa a la branca occidental del sistema Ibèric, només alguns cims superen els 1.800 m. L'afluent més destacat d'aquesta formació muntanyosa és el Gallo. De les muntanyes de Toledo provenen els rius Algodor i Almonte, que tributen al Tajo per l'esquerra. Les elevacions més rellevants d'aquest sistema corresponen a las Villuercas, que ronden els 1.600 m.
Des d'un punt de vista demogràfic, la conca del Tajo és la més poblada tant d'Espanya com de la península Ibèrica. Pel que fa al territori espanyol, integra una població aproximada de 7.000.000 habitants, que, en un 82%, es concentren a la Comunitat de Madrid. Per part de Portugal, es comptabilitzen més de 3.500.000 habitants, amb l'àrea metropolitana de Lisboa com a nucli més important. A aquestes concentracions urbanes s'afegeixen zones de fort despoblament, localitzades preferentment en el seu curs alt i en el seu curs mitjà-baix.
El riu forma prop d'una vintena d'embassaments (pantans) al llarg del seu curs, als quals s'uneixen els dels seus afluents, que van començar a construir-se, en la seva major part, a partir de la dècada de 1950. La seva conca posseeix una capacitat total d'embassament al voltant dels 14.500 hm3, dels quals 12.000 corresponen a Espanya (el 83%) i 2.500 a Portugal (el 17% restant). Els sistemes d'emmagatzematge més importants es localitzen en les preses del seu curs alt, a la província de Guadalajara (2.441,4 hm3); en les del seu curs mitjà-baix, a Càceres (5.157,3 hm3); i en les del seu curs baix, al voltant del riu Zêzere, el seu principal afluent portuguès (1.863, hm3).
El pantà d'Alcántara, a la província de Càceres, és el de major capacitat de tota la conca del Tajo. La seva superfície és de 10.400 hectàrees i pot emmagatzemar fins a 3.160 hm3.
Els embassaments d'Entrepeñas i Buendía, per la seva banda, regulen el Transvasament Tajo-Segura, inaugurat el 1979, per al proveïment d'aigua a la zona sud-oriental d'Espanya, integrada dins de la conca del Segura, on viuen al voltant de 3.000.000 habitants. Aquest aqüeducte converteix a la seva conca en la de major contribució d'Espanya, d'acord amb el volum d'aigua subministrat a altres conques hidrogràfiques. 

### Fonts

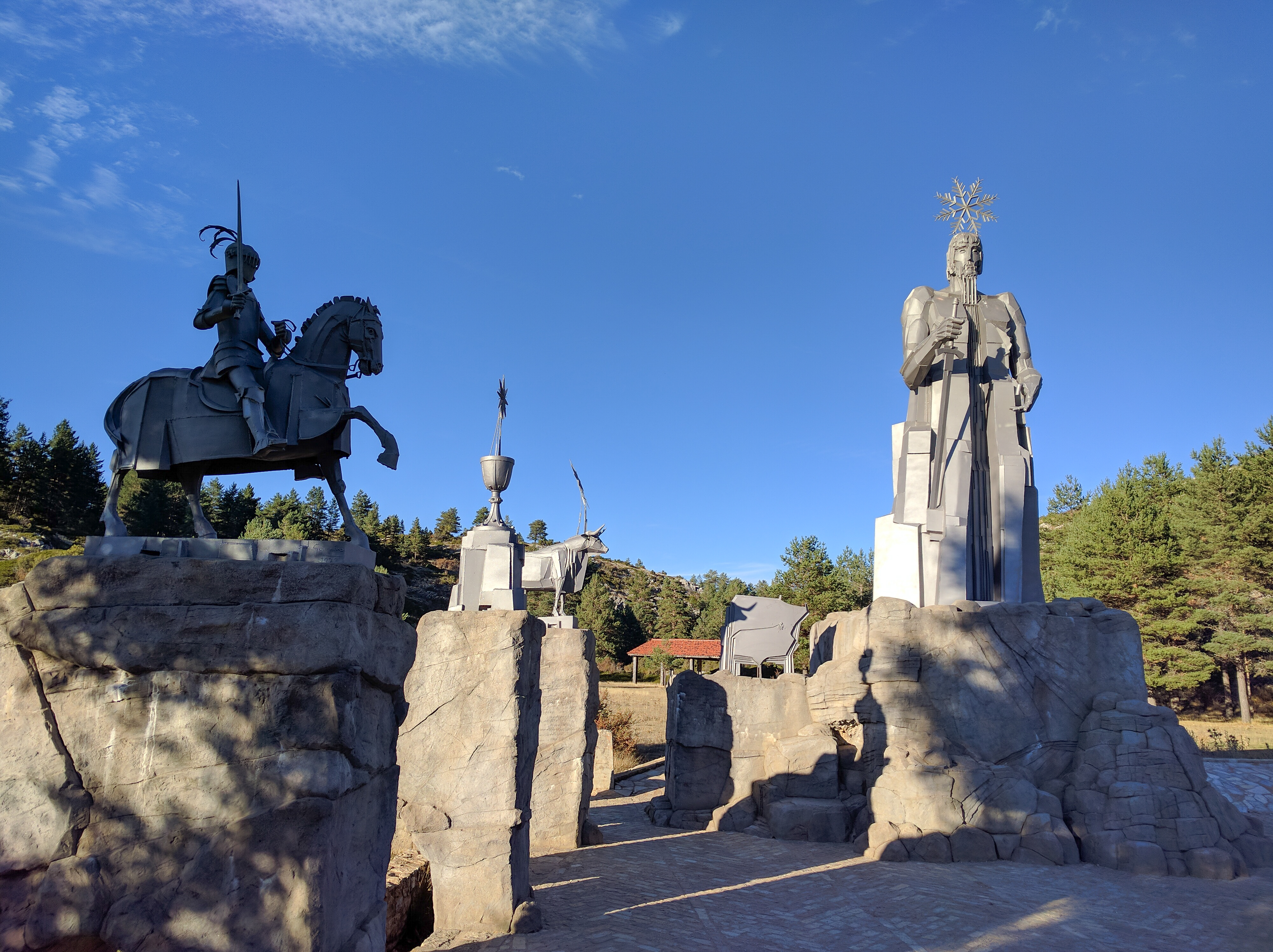
Monument al naixement del riu Tajo (1974), de José Gonzalvo Vives, en Frías de Albarracín.

## Curs

### Curs alt

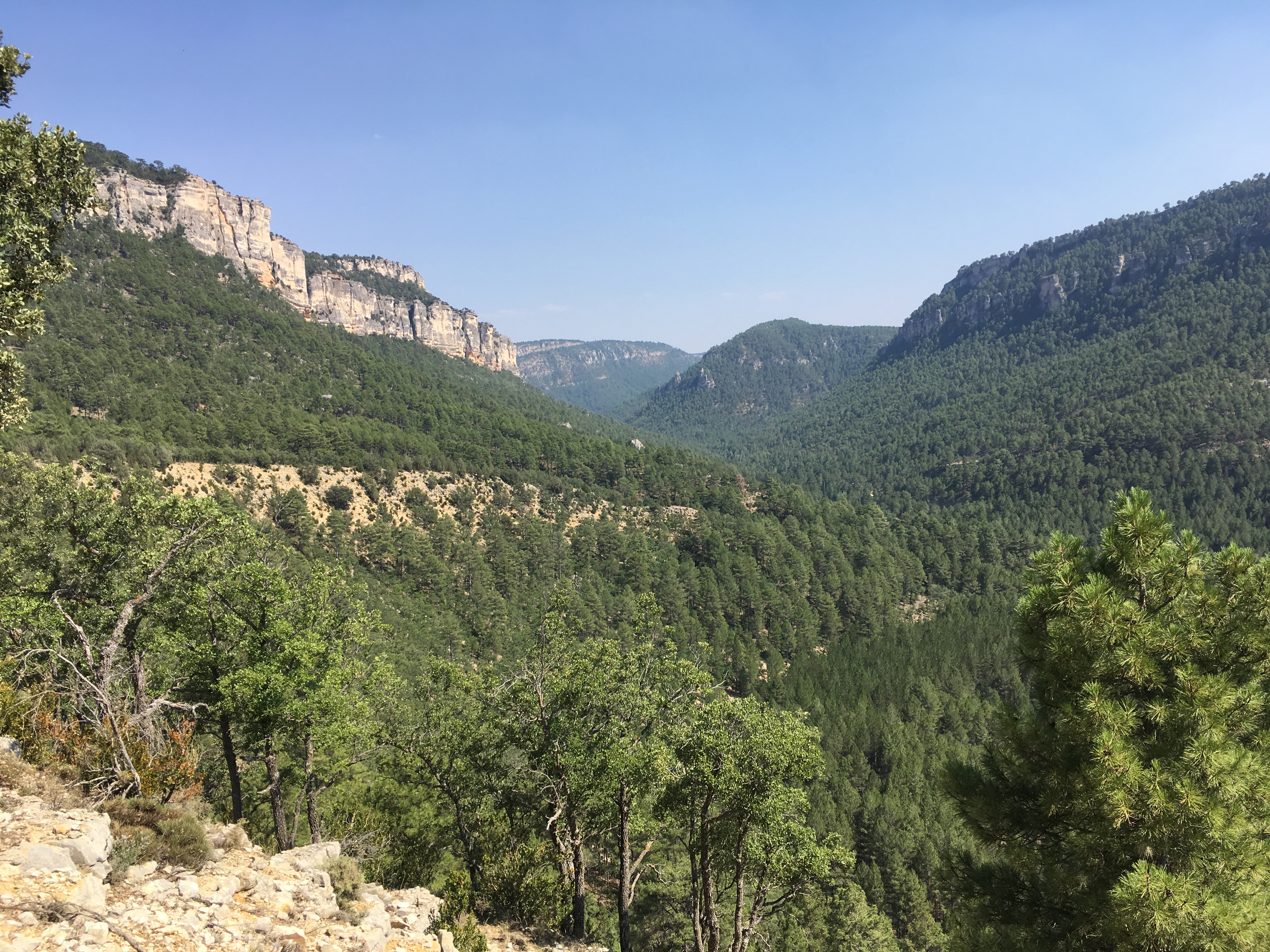
Canó del Tajo a Taravilla.

El riu discorre, en un primer moment, en direcció sud-nord-oest, marcant la línia divisòria entre Aragó i Castella-la Manxa, a través de les províncies de Terol i Conca, respectivament. Entra després a la província de Guadalajara, on rep per la dreta al riu de la Hoz Seca. Es tracta del seu primer gran afluent, amb un cabal fins i tot més gran que el que presenta el mateix Tajo en el seu tram inicial. El Hoz Seca, que recull les aigües de les serres d'Orihuela del Tremedal, als Montes Universales, tributa al terme municipal de Peralejos de las Truchas. Aquí el Tajo ja ha descendit a una altitud de 1.140 m, després de vèncer pronunciats pendents i formar diferents canons, enclavats en àrees fortament despoblades.

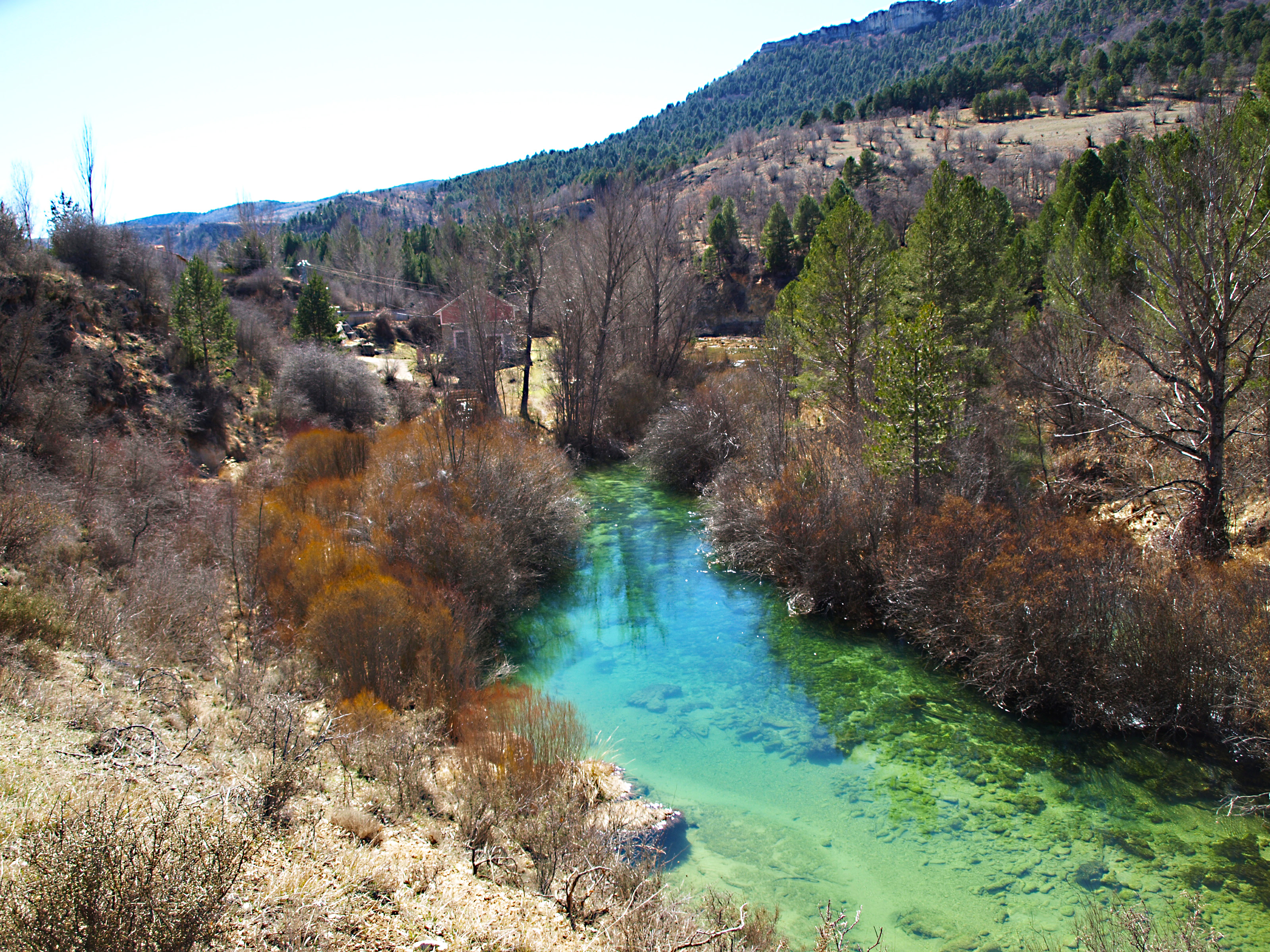
El riu pel parc natural de l'Alt Tajo.

El seu cabal torna a incrementar-se posteriorment amb les aportacions dels rius Cabrillas, Gallo, Bullones i Arandilla, que provenen del sistema Ibèric. De tots ells, el més destacat és el Gallo, que conflueix al Tajo sota el pont de San Pedro, a una altitud aproximada de 900 m. En tota aquesta zona, el riu travessa paratges d'alt valor ecològic, que es troben protegits per la seva inclusió dins el Parc Natural de l'Alt Tajo, constituït l'any 2.000. Aquest espai integra una flora característica dels pisos bioclimàtics supra i oromediterranis. Les pinedes de pi roig, pinassa i pi de resina, els alzinars, els savinars i lesrouredes són els seus ecosistemes principals.

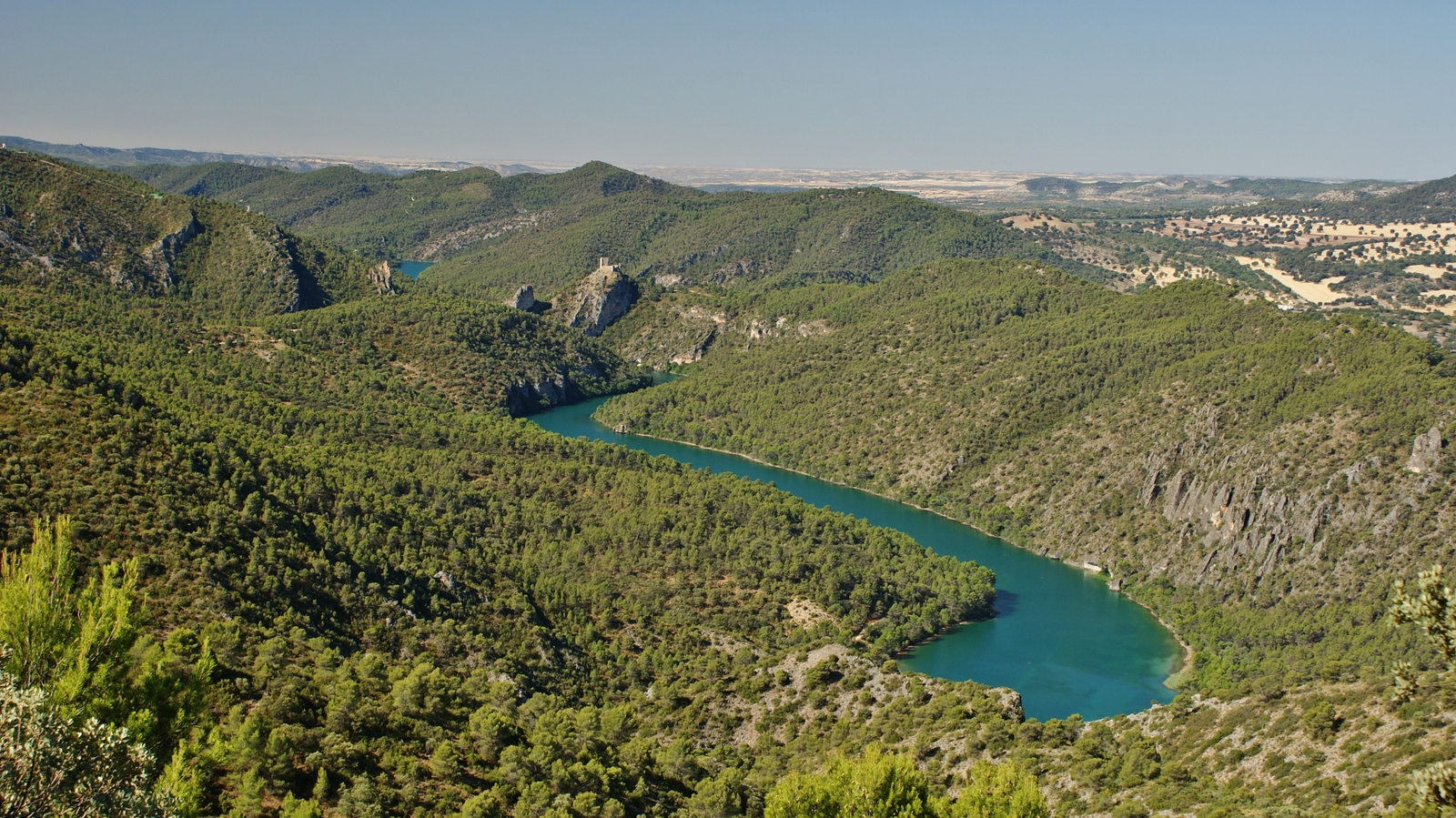
El riu a la rodalia del castell d'Anguix, a l'embassament de Bolarque.

A prop de Zaorejas, el Tajo gira bruscament i pren rumb oest. Deixa a la seva dreta el poble d'Ocentejo, on torna a canviar de sentit, aquest cop cap al sud-oest, i rep per la dreta al riu Ablanquejo. Es dirigeix després cap a Valtablado del Río i Trillo, la central nuclear utilitza les seves aigües com a sistema de refrigeració, a través del pantà de La Ermita. A aquesta alçada, se li uneix el riu Cifuentes.
Abans d'abandonar la província de Guadalajara, el Tajo és retingut en cinc grans embassaments. Els més importants són el d'Entrepeñas, en els termes de Sacedón i Auñón, i el de Buendía, aquest construït sobre el Guadiela poc abans de la seva confluència, l'últim dels grans afluents que procedeixen del Sistema Ibèric. En aquest punt, el riu ha descendit a una cota lleugerament superior als 600 m. Més endavant omple els embassaments de Bolarque, situat a Almonacid de Zorita i Pastrana, i el embassament de Zorita, en les ribes de la qual va ser construïda la central nuclear del mateix nom, que va ser clausurada el 2006. En el terme municipal de Zorita de los Canes, envolta les restes arqueològiques de la ciutat visigòtica de Recópolis.  El Tajo deixa Guadalajara formant un nou embassament, el d'Estremera, que pren la seva denominació del poble madrileny homònim, limítrof amb la província.

### Curs mitjà-alt

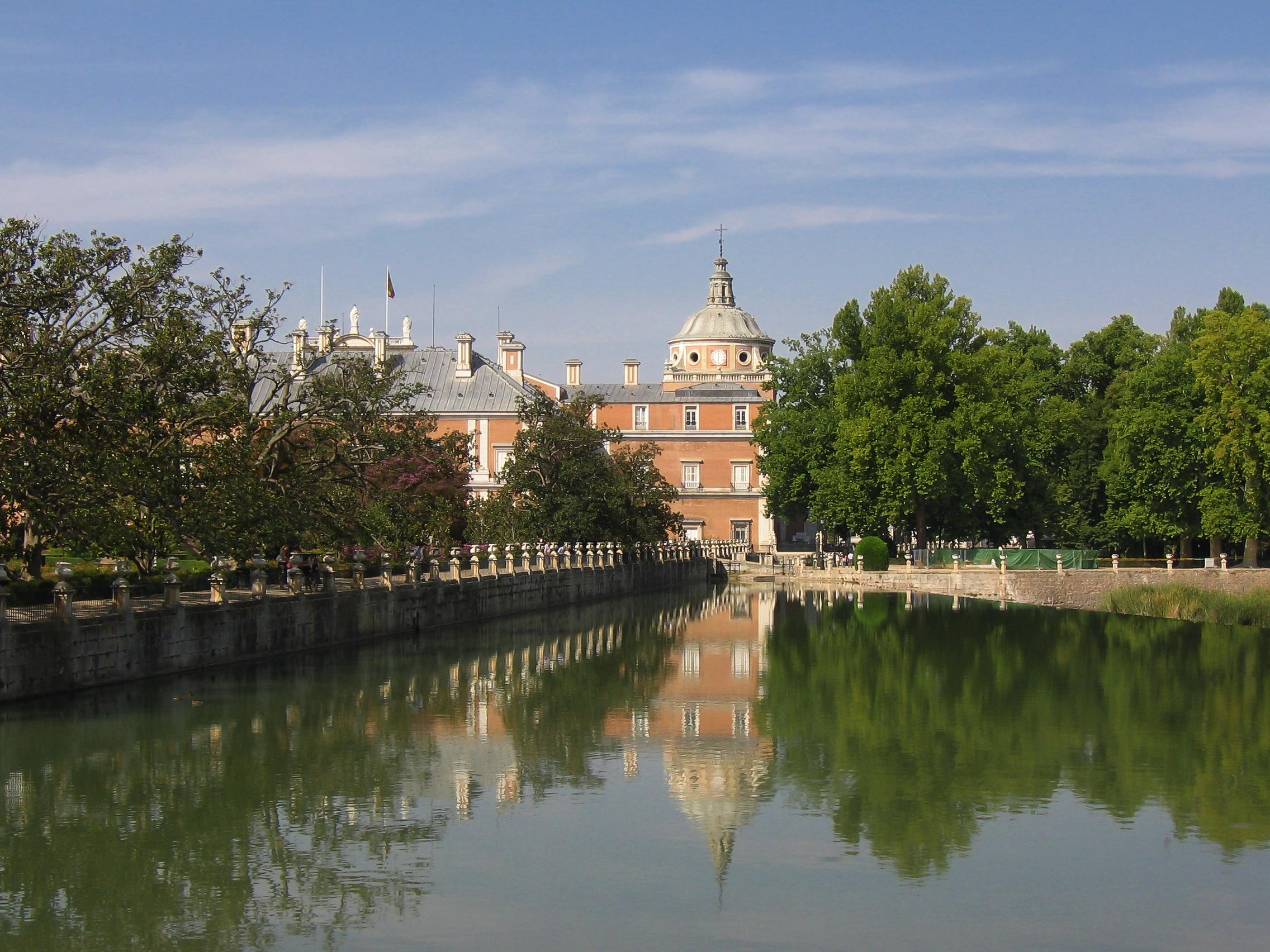
Vista del Tajo al seu pas per Aranjuez, on voreja el Palau Reial.

El Tajo entra a la Comunitat de Madrid a través del seu extrem sud-oriental, per la comarca històrica de la Cuesta de las Encomiendas. Voreja els nuclis urbans de Fuentidueña de Tajo, on es localitza el Remanso de la Tejera -a una alçada d'uns 500 m-, i de Villamanrique de Tajo.
Després de ser retingut en un nou embassament, el de Valdajos, s'endinsa en el municipi d'Aranjuez, la primera localitat d'importància amb la qual es troba, on passa a la banda del seu Palau Reial. En aquesta població forma l'embassament de l'Embocador, aixecat al segle xvi i remodelat en el segle xviii per garantir l'abastament d'aigua a les hortes confrontants. A més, el seu curs és regulat mitjançant una sèrie de canals artificials, utilitzats com a sistemes de reg i ornament dels Jardins d'Aranjuez. Dins d'aquest terme municipal, rep per la dreta al riu Jarama, el primer dels seus grans afluents procedents del sistema central i un dels més importants de tot el seu curs.

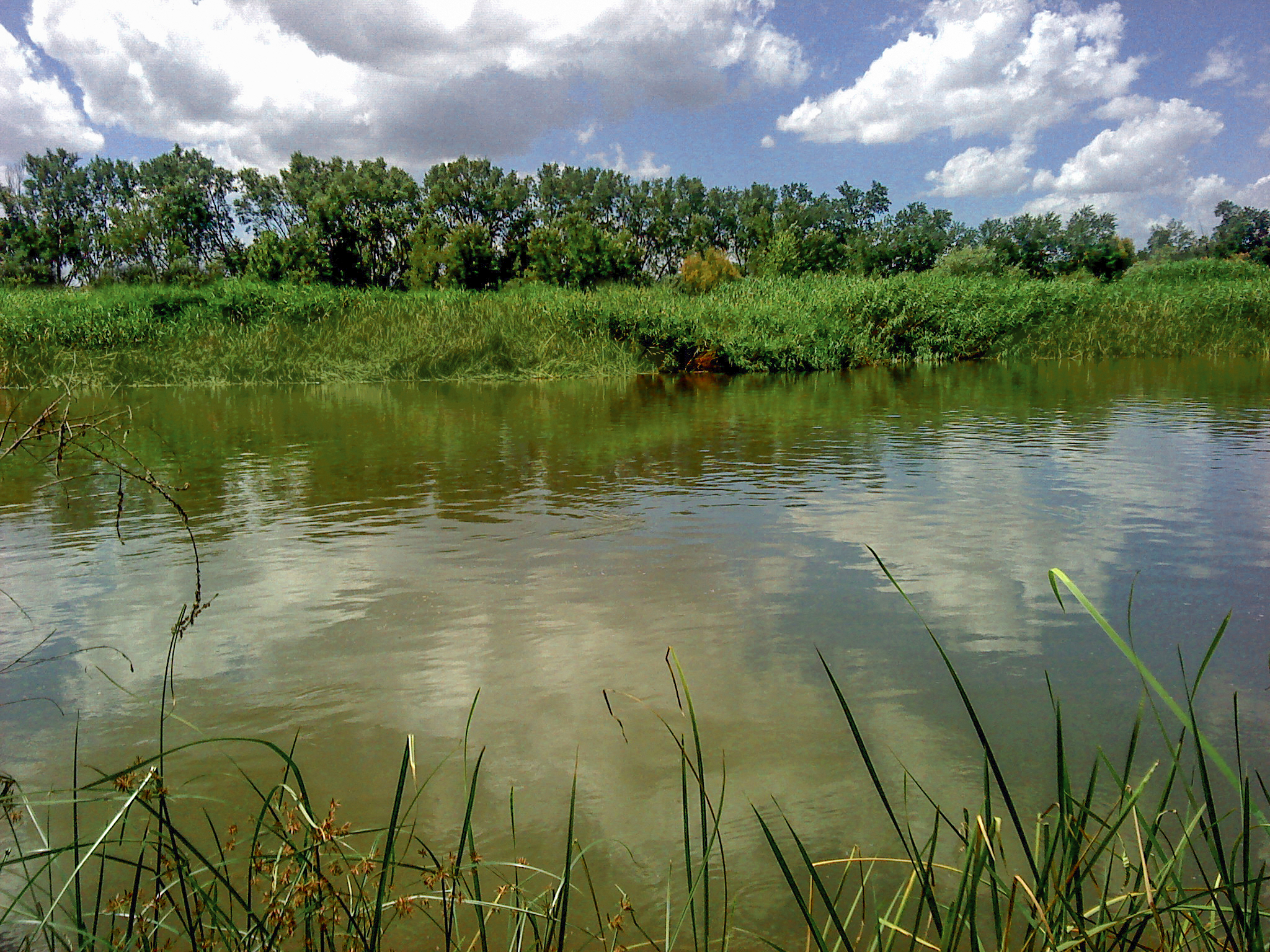
El Tajo a Talavera de la Reina.

Aquest corrent fluvial li aporta, a més del seu cabal natural, les aigües residuals abocades per les diferents poblacions integrades en el àrea metropolitana de Madrid, entre les quals destaquen la mateixa capital i les ciutats de l'anomenat Corredor de l'Henares. Els seus abocaments arriben al Jarama -i, per extensió, al Tajo a través del Manzanares i de l'Henares, respectivament. A Aranjuez també li tributa el riu Algodor, que arriba per la seva esquerra, des de les muntanyes de Toledo. L'altitud en aquest tram és inferior als 500 m.
El Tajo continua rumb sud-oest marcant el límit entre les províncies de Madrid i Toledo, per endinsar-se definitivament en aquesta. Després de passar pel terme d'Añover de Tajo, arriba a Toledo, l'única capital de província espanyola per la qual passa, a la qual envolta en un dels seus meandres. En aquesta ciutat, travessa els ponts monumentals d'Alcántara i de San Martín.

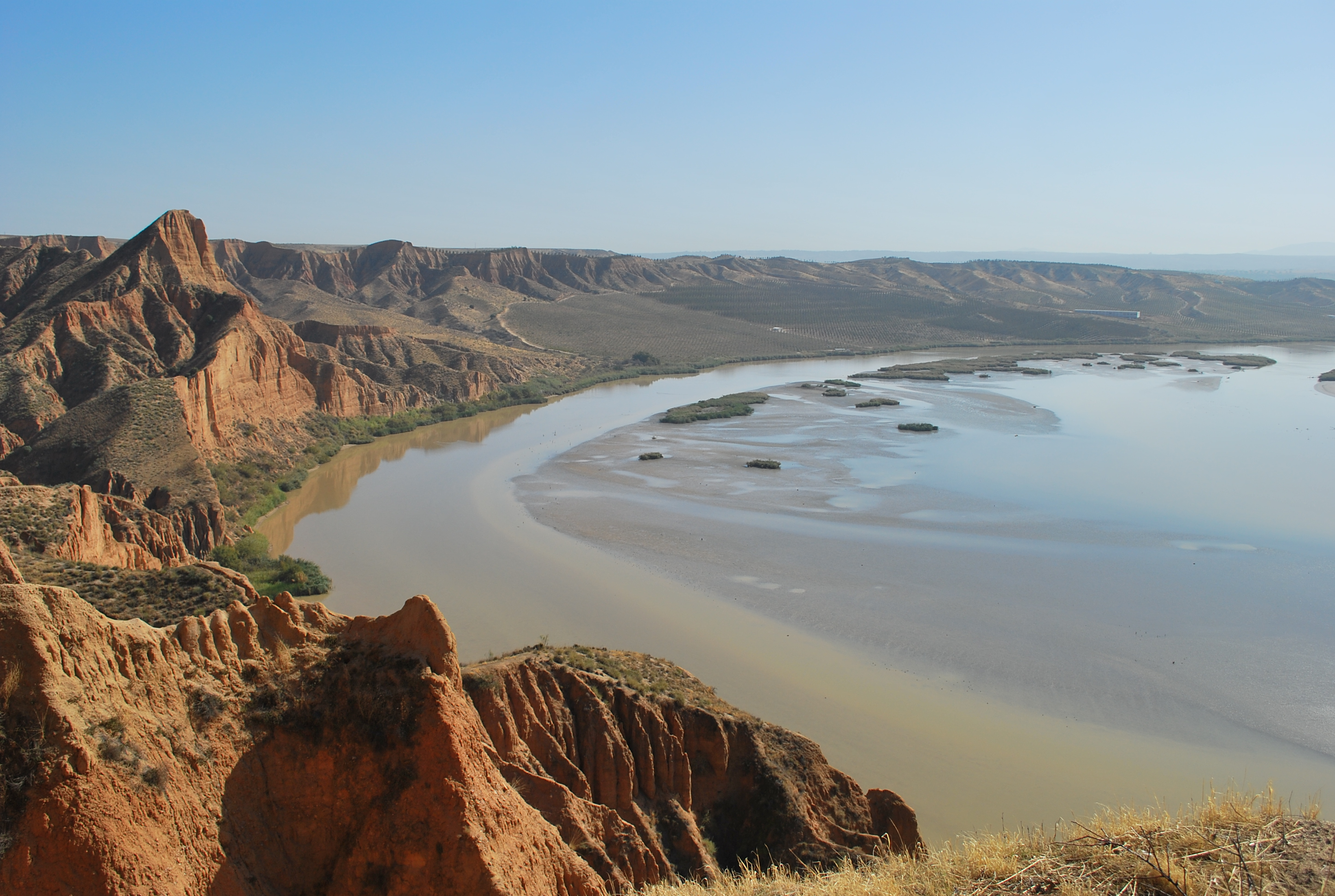
El Tajo retingut en l'embassament de Castrejón.

A la seva sortida de Toledo, gira cap a l'oest i recull per l'esquerra al rierol Guajaraz, a l'altura de Guadamur, i per la dreta al riu Guadarrama, prop d'Albarreal de Tajo, a una altitud d'uns 450 m. Abans d'arribar a la Puebla de Montalbán, és represat a l'embassament de Castrejón.
A Carpio de Tajo s'inclina lleument cap al nord-oest, direcció que manté al seu pas per Malpica de Tajo. S'encamina cap a Talavera de la Reina i, en el paratge conegut com Las Vegas de San Antonio, se li uneix per la dreta el riu Alberche, que neix a la serra de Gredos. A més del Jarama, Algodor, Guadarrama i Alberche, el Tajo veu incrementat el seu cabal amb altres afluents, tot i que de menor entitat, cas del Gévalo, el Cedena, el Sangrera o el Pusa.
A partir de Talavera el riu pren rumb sud-oest. Forma l'embassament d'Azután, situat al municipi del mateix nom, on torna a canviar de sentit, aquest cop cap a l'oest. El riu surt de la província de Toledo per Alcolea de Tajo, Valdeverdeja i El Puente del Arzobispo, on es topa amb un pont monumental construït en estil gòtic. En aquest punt, el Tajo ja ha descendit a una alçada de 320 m.

### Curs mitjà-baix

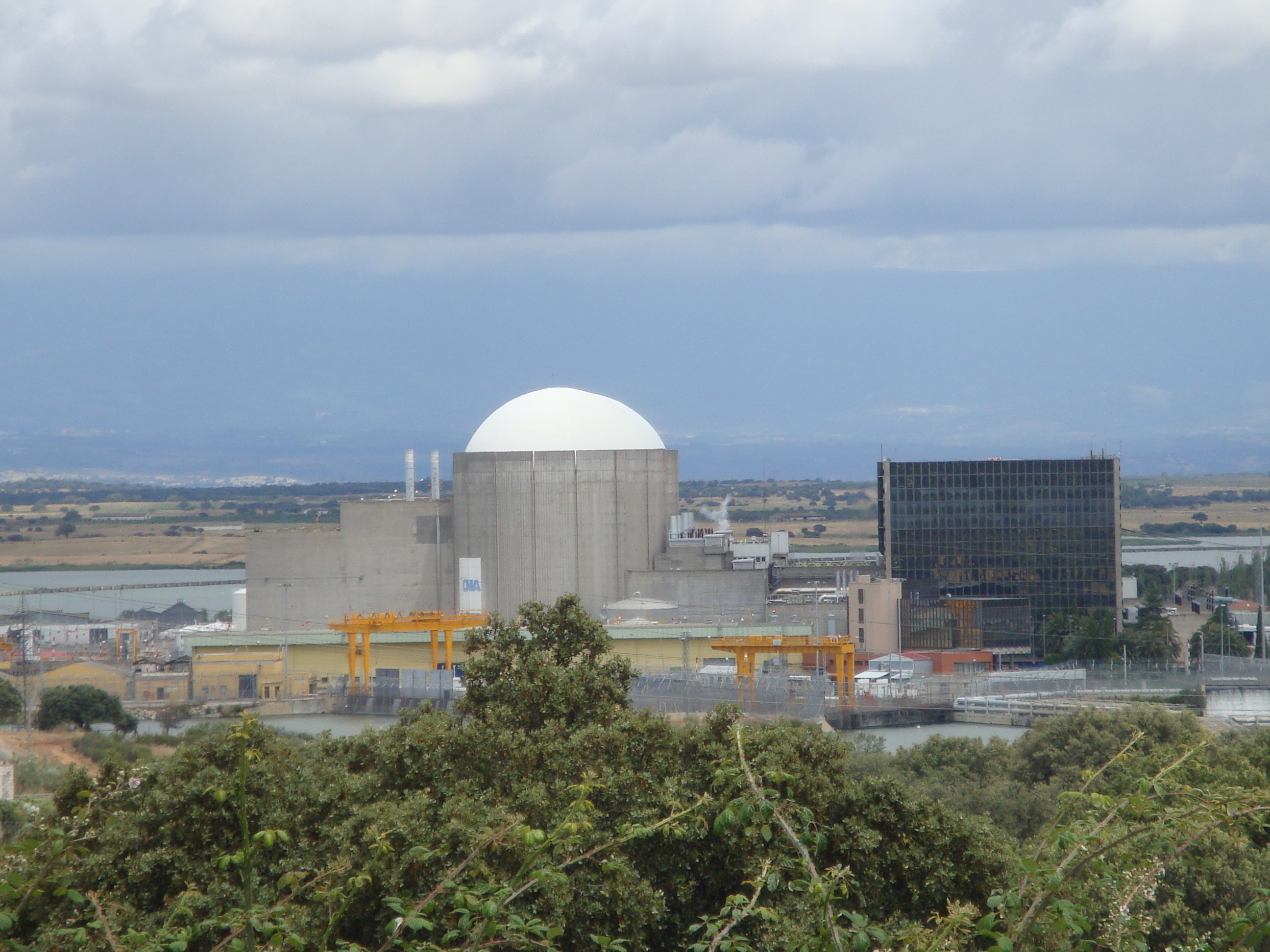
Central nuclear d'Almaraz, que el riu refrigera a través de l'embassament d'Arrocampo-Almaraz.

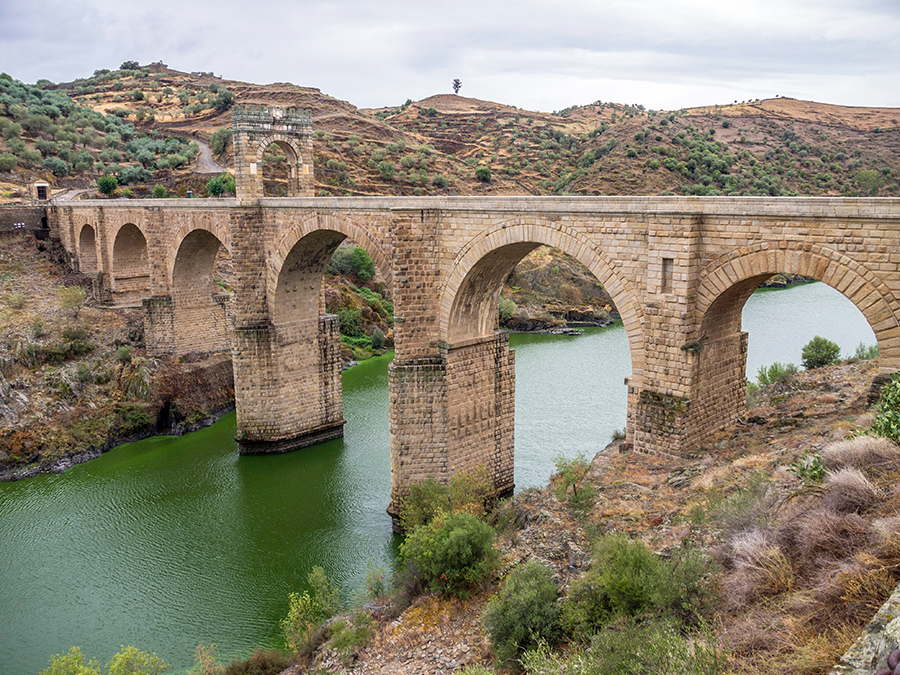
Pont d'Alcántara, a la província de Càceres.

El Tajo s'endinsa a Extremadura per la província de Càceres, on de seguida forma l'embassament de Valdecañas, un dels de major superfície de la seva conca, amb 7.300 hectàrees. El pantà, que pren el seu nom de la vila de Valdecañas de Tajo, on se situa la seva presa, banya part de la comarca de Los Ibores. Aquesta s'articula al voltant de l'Ibor, afluent per l'esquerra del Tajo, al qual tributa a través del citat embassament, a prop de Tablas de Ibor i Bohonal de Ibor.
Travessa després l'autovia d'Extremadura (A-5) i passa a prop d'Almaraz. Aquí les seves aigües són utilitzades com a sistema de refrigeració de la central nuclear homònima, labor que es desenvolupa per mitjà de l'embassament de Arrocampo-Almaraz, construït per a tals efectes.
Torna a ser represat a l'embassament de Torrejón, que s'assenta sobre el Parc Nacional de Monfragüe. Aquest espai natural protegit, que ocupa una superfície de 17.852 hectàrees, integra tres ecosistemes principals: el bosc mediterrani, els penyals i les zones humides, aquestes últimes localitzades al voltant de el curs del riu. L'embassament de Torrejón comunica artificialment el Tajo amb el riu Tiétar abans de la desembocadura d'aquest, donant lloc a un pantà addicional que, per diferenciar-ho del principal, és conegut com a embassament de Torrejón-Tiétar. Aquest riu procedeix de la serra de Gredos i conflueix per la dreta al Tajo, prop de Villarreal de San Carlos, a una alçada sobre el nivell de la mar inferior als 200 m. A partir d'aquesta localitat, el Tajo s'inclina cap al sud-oest, però torna a redireccionarse cap a l'oest mentre forma l'embassament d'Alcántara, una de les obres d'infraestructura hidràulica més importants de tota la seva conca.
Per la marge dreta d'aquest pantà desemboca primer la ribera de Fresnedosa i després l'Alagón, a l'altura de la localitat d'Alcántara. L'Alagón és l'afluent de major longitud de totes les conques espanyoles, arriba al Tajo procedent de la serra salmantina de Herreros, amb les aigües dels rius Arrago i Jerte, dos de les seves principals afluents. Per la ribera esquerra de l'embassament, reporta l'Almonte, que neix a la serra de Guadalupe. En aquest punt, el riu es troba a una altitud lleugerament superior als 100 m.
A la confluència de l'Alagón i el Tajo, es troba la ciutat d'Alcántara, on el riu passa sota el Pont d'Alcántara, un notable pont romà, que s'alça als peus de la presa de l'embassament homònim i és considerat com una de les obres d'enginyeria de camins més rellevants de l'art romà. Consta de sis arcs i té 194 m de longitud, 8 d'ample i 61 d'alçada màxima. Passat Alcántara, se li uneix el riu Salor. El Tajo marca després els límits polítics entre Espanya i Portugal, en un tram caracteritzat per l'absència de nuclis urbans rellevants, amb l'excepció de Herrera de Alcántara i Cedillo, molt a prop de la frontera portuguesa. Aquest últim poble dona nom a l'embassament de Cedillo, que el riu forma abans d'abandonar definitivament el sòl espanyol. A la zona fronterera, es troba amb dos nous afluents, el riu Erjas, que arriba de la serra de Gata, i el Sever, procedent de la Serra de São Mamede, situada a Portugal. Quan el Tajo entra en terres portugueses, ja ha descendit per sota dels 100 m.

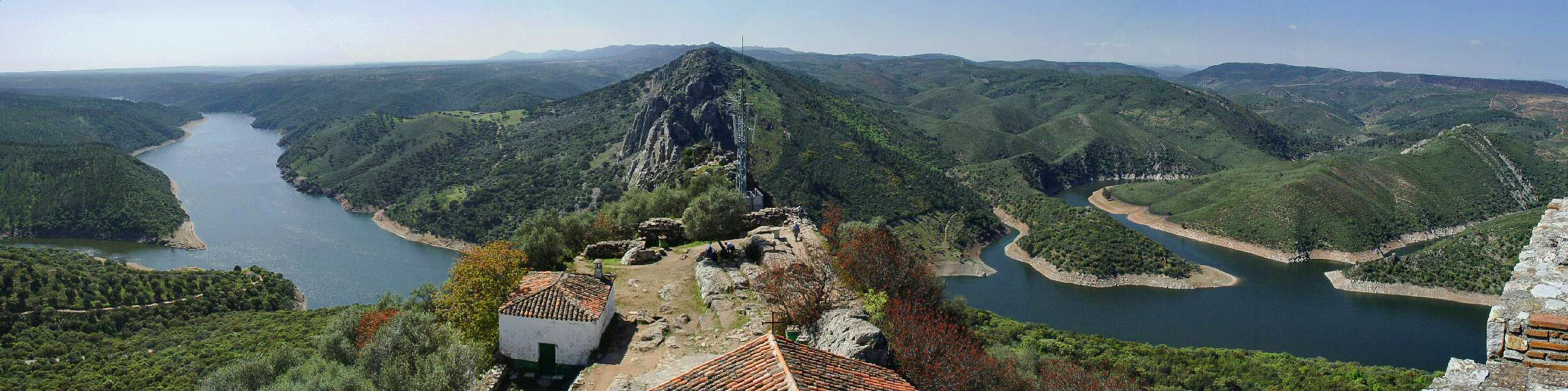
Vista panoràmica de l'embassament de Torrejón, format pel Tajo i el Tiétar, en ple Parc Nacional de Monfragüe.

### Curs baix

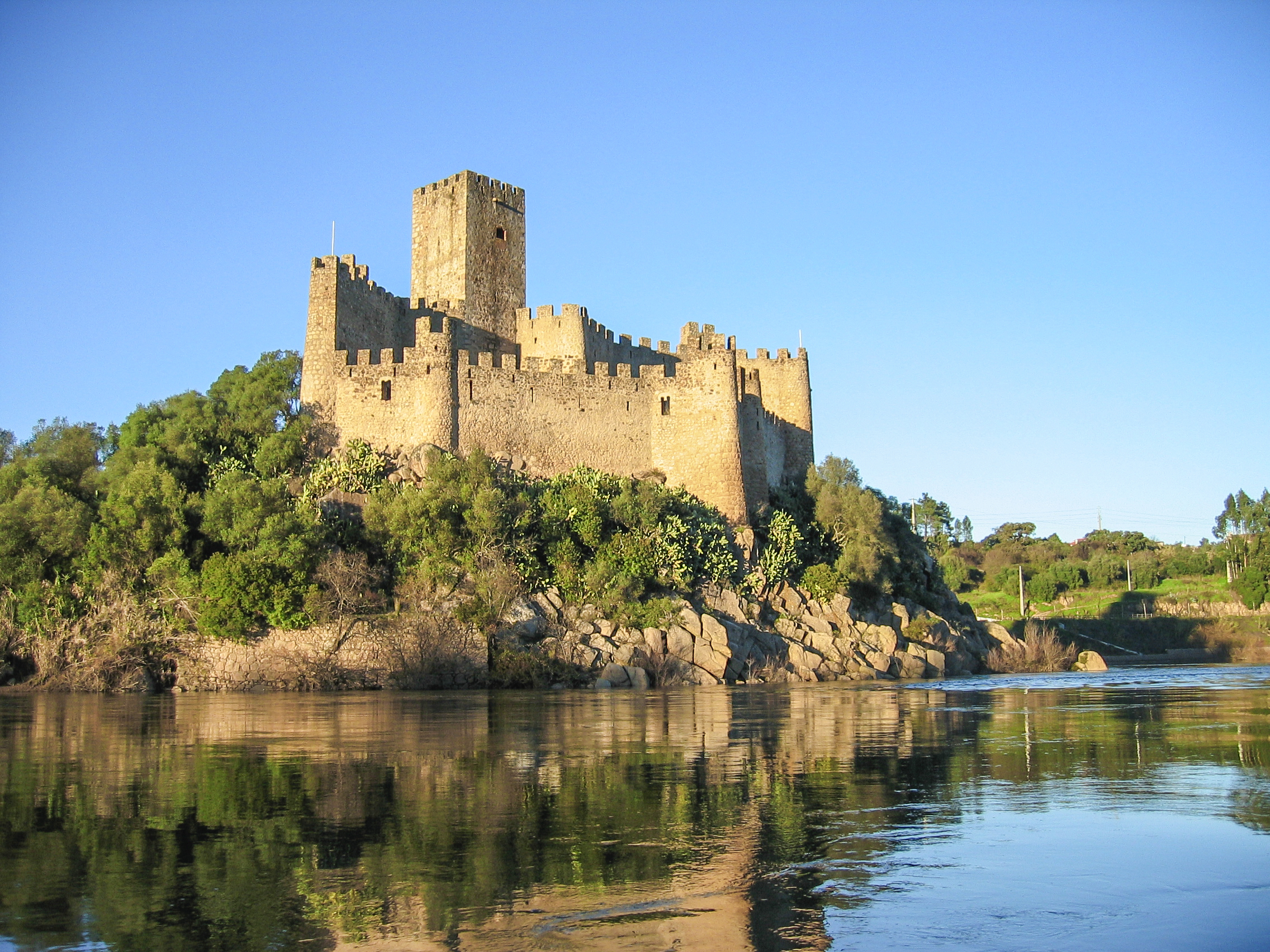
El Tajo voreja el castell d'Almourol a Vila Nova da Barquinha.

Vila Velha de Ródão és la primera localitat d'importància que el riu es troba a Portugal. Passat el seu nucli urbà, el Tajo s'inclina cap al sud-oest i, seguint aquesta direcció, forma l'embassament de Fratel, que, parcialment, transcorre paral·lel a l'autopista A-23. En aquest pantà rep per la dreta el riu Ocreza.
Camí de Belver, és retingut en l'embassament homònim, al llarg del qual torna a redreçar-se direcció oest. Entra al municipi d'Abrantes, a través de la freguesía d'Alvega. A Abrantes, forma un meandre al voltant del turó de 800 m d'altitud sobre la qual s'assenta aquesta localitat. Aquí li tributa el riu Torto, que arriba per l'esquerra.
Es dirigeix cap a Constância, on li aporta per la dreta el Zêzere, que neix a la serra da Estrela, la formació muntanyenca més occidental del sistema central. Aquest riu, el principal afluent del Tajo en el seu curs baix, presenta en els seus últims trams nombroses preses, en el que constitueix un dels sistemes d'embassament més importants de tota la conca hidrogràfica.
Vila Nova da Barquinha és el seu següent destí. Aquí voreja el castell medieval d'Almourol, un dels monuments més rellevants al seu pas per Portugal, i pren una altra vegada rumb sud-oest, que ja no abandona fins a la desembocadura. Passa prop de Chamusca i arriba fins a Santarém, una de les ciutats més poblades de tot el seu curs. Proper a la seva desembocadura, el seu ample va incrementant a poc a poc i va formant diferents illes sedimentàries, entre les quals destaquen, per les seves dimensions, les situades al sud de Vila Franca de Xira i Alhandra, que precedeixen al seu estuari. Al seu pas per Portugal, bona part del recorregut del riu és navegable, si bé només per a barcasses d'escàs calat, excepció feta de la seva desembocadura, on és apte per a embarcacions de més envergadura.

### Desembocadura

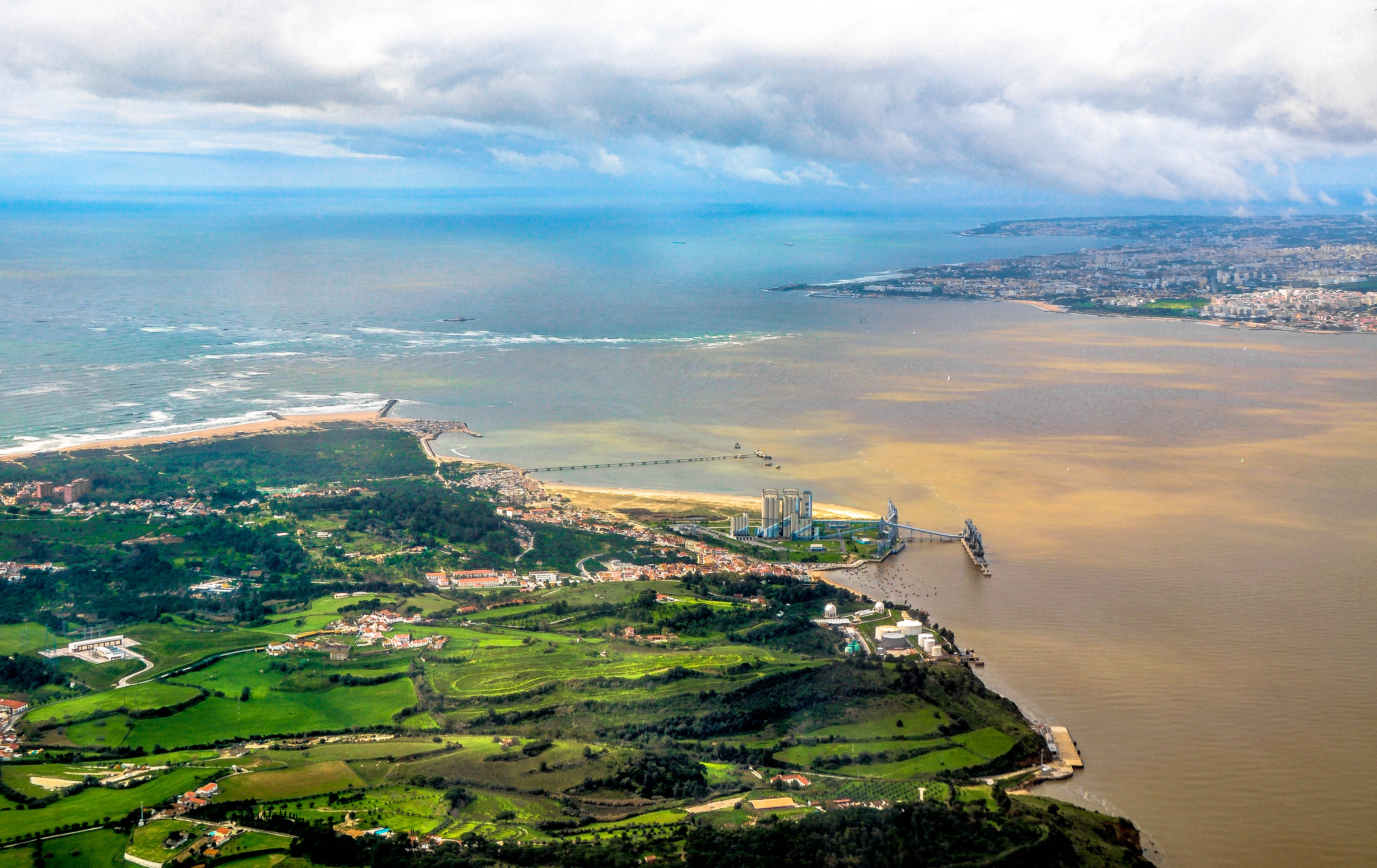
El Tajo en la seva desembocadura, amb Trafaria i Oeiras en les seves ribes sud i nord, respectivament.

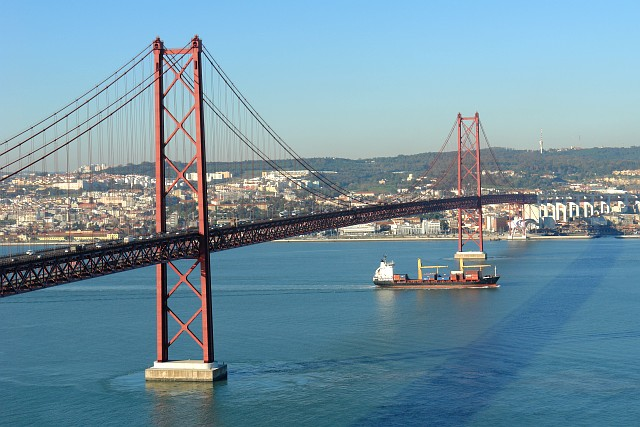
Pont 25 d'abril, construït sobre l'estuari del Tajo, a Lisboa (Portugal).

El Tajo desemboca a l'oceà Atlàntic, formant l'estuari del mar de la Palla, el més important de la península Ibèrica, tant per les seves dimensions com per la seva rellevància sociodemogràfica. En la seva part septentrional, aquest espai es troba protegit legalment mitjançant la reserva natural de l'Estuari del Tajo. Va ser creada l'any 1916, amb una superfície de 14.560 hectàrees. Aquí s'integren zones humides, llots, salines, saladars, illots i terrenys agrícoles que, cada hivern, donen cabuda a prop de 80.000 aus. La ciutat d'Alcochete, situada al marge esquerre de l'estuari, pot ser considerada com la principal localitat de referència d'aquest espai protegit.
El Tajo prossegueix cap a Lisboa i travessa el pont Vasco da Gama, considerat com el més llarg d'Europa. Té 17,2 km de longitud, 10 dels quals salven el corrent del riu. Va ser construït l'any 1998 i comunica les ciutats de Montijo, a la riba esquerra, i de Sacaven, a la dreta, integrades a l'àrea metropolitana lisboeta. Passat el pont, apareix a la seva dreta Lisboa. A mesura que s'acosta a la capital, l'ample del seu estuari va a poc a poc reduint-se. En un dels seus punts més estrets, va ser construït el pont penjant 25 d'abril, que també posseeix un gran interès arquitectònic. Va ser inaugurat el 6 d'agost de 1966 i presenta una longitud de gairebé 2 km. El riu riba la part oriental i meridional de Lisboa, on es troba amb diferents monuments, erigits pràcticament en les seves ribes. Un dels més destacats és la Torre de Belém, d'estil manuelí, declarada Patrimoni de la Humanitat l'any 1983.

## Principals afluents

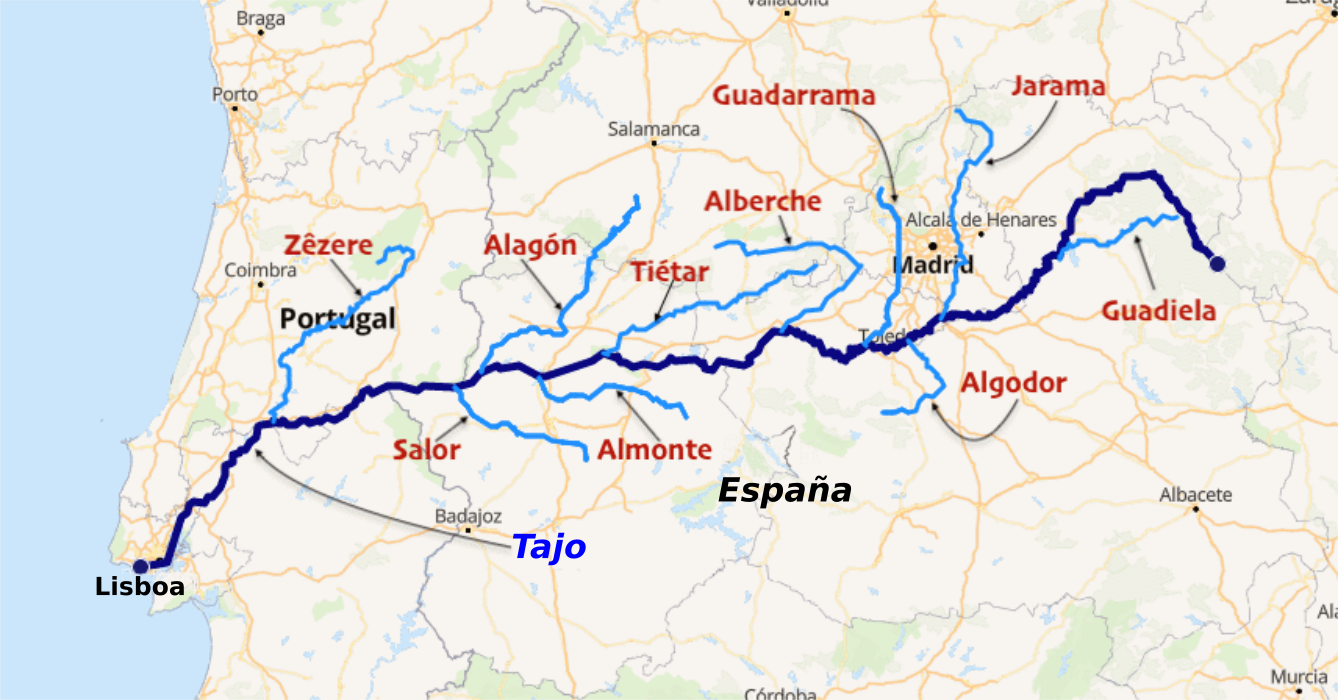
Curs del Tajo i principals afluents.

Els afluents del Tajo presenten un curt recorregut, comparativament amb els del Duero i Ebre, donada la proximitat a la seva conca de diferents formacions muntanyoses. Es veuen afectats per un fort estiatge i, fins i tot, arriben a assecar-se durant l'estiu, cas d'alguns dels seus tributaris per l'esquerra. Els més importants desemboquen en el Tajo per la dreta, procedents del sistema central. Es comptabilitzen al voltant de 9.600 km de lleres en tota la conca.

### Afluents per la dreta

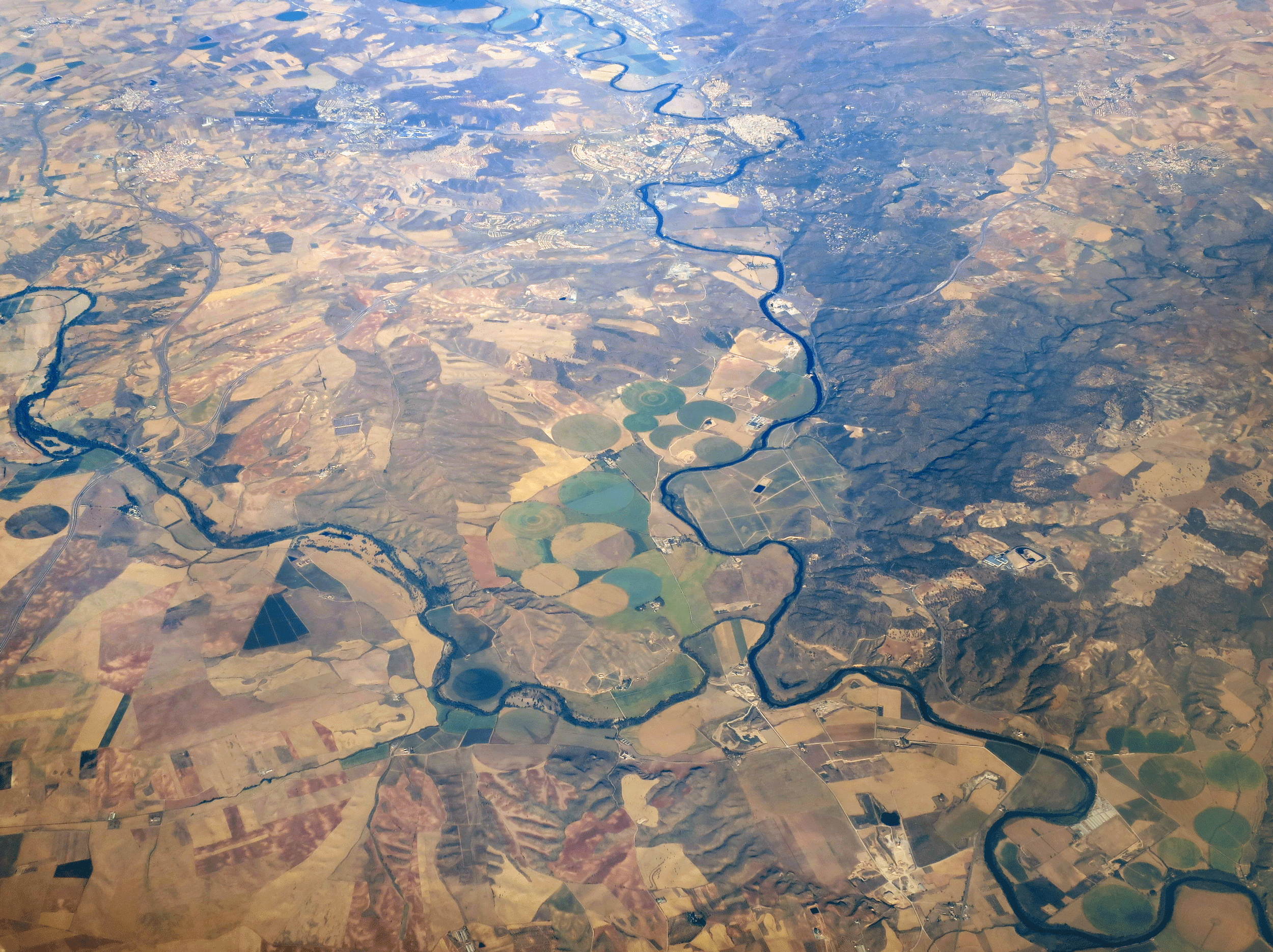
Confluència dels rius Guadarrama (esquerra) i Tajo.

- Riu Jarama. Es tracta del principal afluent de la conca espanyola, en termes d'aportacions d'aigua. Té una longitud de 190 km i un cabal mitjà de 16-20 m3 per segon. Neix a la serra d'Ayllón, a la confluència de les províncies de Guadalajara, Madrid i Segòvia. Travessa la Comunitat de Madrid, on recull als rius Lozoya, Manzanares, Guadalix, Henares i Tajuña, a més de la major part de les aigües residuals de l'àrea metropolitana madrilenya. Desemboca en el Tajo prop d'Aranjuez.
- Riu Guadarrama. Té el seu origen a la muntanya de Siete Picos, a la serra de Guadarrama. Recorre prop de 132 km per les províncies de Madrid i Toledo. El seu principal afluent és el riu Aulencia. S'hi aboquen les aigües residuals d'alguns municipis de l'àrea metropolitana de Madrid, cas de Móstoles, Majadahonda i Las Rozas de Madrid.
- Alberche. Procedeix de la serra de Gredos i discorre per les províncies d'Àvila, Madrid i Toledo, al llarg de 177 km. Té un cabal mitjà de 14,7 m3 per segon. Els seus afluents més rellevants són el riu Cofio i el Perales.[22] Tributa al Tajo al terme municipal de Talavera de la Reina, tot i que les seves aigües arriben més al sud (fins a Calera y Chozas) mitjançant el Canal Baix de l'Alberche
- Riu Tiétar. S'origina en la serra de Gredos i solca les províncies d'Àvila, Toledo i Càceres, on travessa la comarca de La Vera. Forma l'embassament de Torrejón-Tiétar abans de la seva desembocadura sobre la cua de l'Embassament d'Alcántara, per sota de l'embassament de Torrejón-Tajo. En cas d'omplir-se aquest embassament d'Alcántara a una cota de 218 m sobre el nivell de la mar, el Tajo envaeix l'últim tram del Tiétar igualant gairebé la cota de l'embassament del Tiétar a 220 m. Té una longitud de 150 km.
- Riu Alagón. Neix a la serra de Herreros, a la província de Salamanca. S'endinsa després a Càceres i aboca al Tajo, a l'embassament d'Alcántara. És l'afluent més llarg de tota la conca espanyola del Tajo, amb 205 km. El riu Arrago i el Jerte conflueixen en aquest riu.
- Riu Zêzere. Els seus 242 km el converteixen en el tributari de major longitud del Tajo i en el segon riu més important de Portugal, entre els quals neixen i desemboquen netament en aquest país. Procedeix de la serra da Estrela i tributa al Tajo, prop de Constância. Entre els seus afluents, figuren el Cabril i el Nabão. En el seu curs baix, forma un complex sistema d'embassaments.

### Afluents per l'esquerra

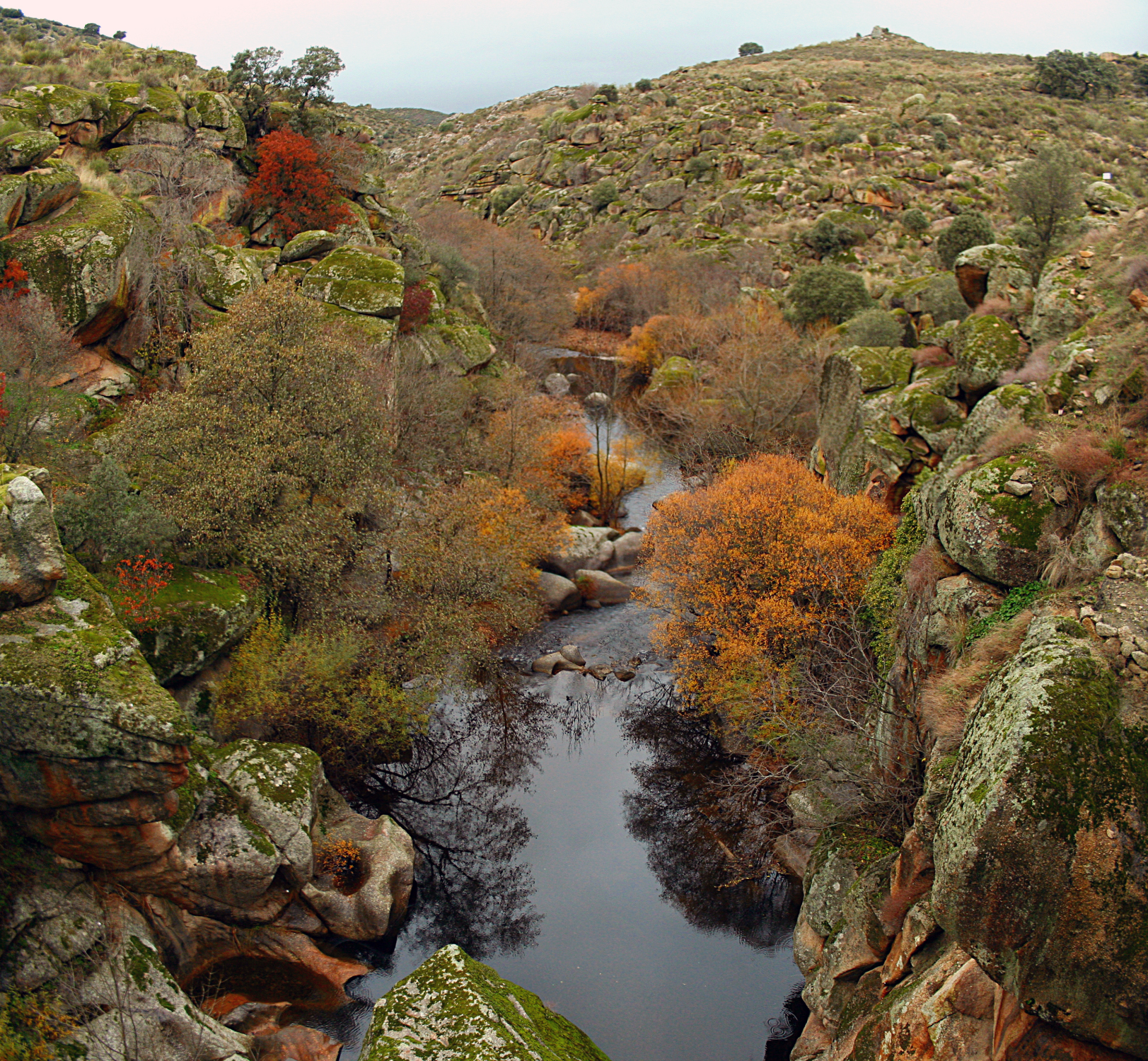
Riu Ibor al seu pas per la localitat de Càceres de Bohonal de Ibor.

- Guadiela. Aquest riu neix a la regió muntanyenca de Conca, a la província homònima. Entra després a Guadalajara, on forma l'embassament de Buendía abans de desembocar en el Tajo. Té 115 km de recorregut.
- Algodor. Recull les aigües de les muntanyes de Toledo, on neix, i dels nombrosos rierols que aboquen al llarg del seu curs. Recorre 95 km, en la seva major part per la província de Toledo, si bé passa també per la de Madrid, on desemboca al terme d'Aranjuez.
- Huso. Discorre per la província de Toledo. Neix a la serra d'Altamira la qual pertany a les Muntanyes de Toledo. Després de recórrer uns 50 km per terres de la comarca de la Jara desemboca al Tajo a l'altura de l'embassament d'Azután.
- Ibor. Discorre íntegrament per la província de Càceres. Neix a la serra de Guadalupe, a Les Villuercas i, després de recórrer uns 60 km, conflueix en l'embassament de Valdecañas.
- Riu Almonte. Igual que el riu anterior, procedeix de Les Villuercas. Travessa la província de Càceres, al llarg de 97 km. Aboca a l'embassament d'Alcántara.
- Salor. De 120 km de longitud, discorre per la província de Càceres, des de la serra de Montánchez fins a la seva unió amb el Tajo, prop d'Alcántara.

## Règim hidrològic
El règim hidrològic del Tajo queda determinat per les variacions pluvio-nivals pròpies de la regió central de la península Ibèrica, especialment en referència a les formacions muntanyoses aquí integrades. Les grans avingudes del riu acostumen a produir-se des de gener a abril, amb un màxim absolut al març -quan té lloc el desgel-, mentre que els cabals més baixos es donen entre juliol i octubre, amb mínim al mes de setembre.
Tot això condiciona un curs molt irregular, amb fortes oscil·lacions de cabal. Al seu pas per Alcántara (Càceres), aquestes van des dels 350 m3/s dels mesos de febrer i març fins als 11 m3/s d'agost i setembre.
Aquest règim s'ha vist alterat en la segona meitat del segle xx a conseqüència de la construcció de diferents obres d'enginyeria, dirigides a regular la seva conca per a cinc usos principals: proveïment d'aigua potable, regadiu, derivació d'aigües cap a una conca externa (la del Segura), producció d'energia elèctrica i refrigeració de centrals nuclears. 

### Capçalera

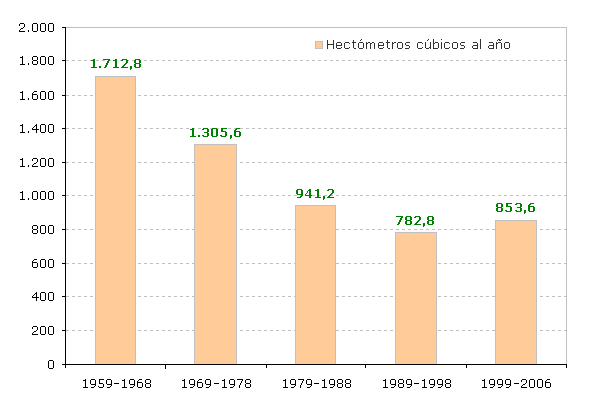
Evolució de les aportacions a la capçalera del riu (entre el seu naixement i l'embassament de Buendía), segons dades de la Confederació Hidrogràfica del Tajo.

El transvasament Tajo-Segura és una de les infraestructures que més han contribuït a modificar el règim hidrològic del Tajo. És regulat a través dels embassaments d'Entrepeñas,  Buendía i Bolarque, que deriven les aigües emmagatzemades en ells, bé cap al Tajo, o bé cap a la conca del Segura a través del transvasament. Aquí són utilitzades per a reg de cultius i proveïment d'aigua potable. La normativa dicta que els volums a detreure depenen del volum emmagatzemat a Entrepeñas i Buendía mes a mes, en concret 60 hm3/mes a nivell 1, 38 hm3/mes a nivell 2, entre 0 i 20 hm3/mes a nivell 3 i 0 a nivell 4 (Reial Decret 773/2014, de 12 de setembre).
L'any hidrològic 2005/06, els embassaments d'Entrepeñas i Buendía van desplaçar cap al riu Segura 253 hm3, superior a l'aigua abocada a la mateixa llera del Tajo (247,7 hm3). L'any 1979-1980, acabat d'inaugurar el transvasament, la contribució es va xifrar en 36 hm3.

### Tram entre Buendía i Talavera de la Reina

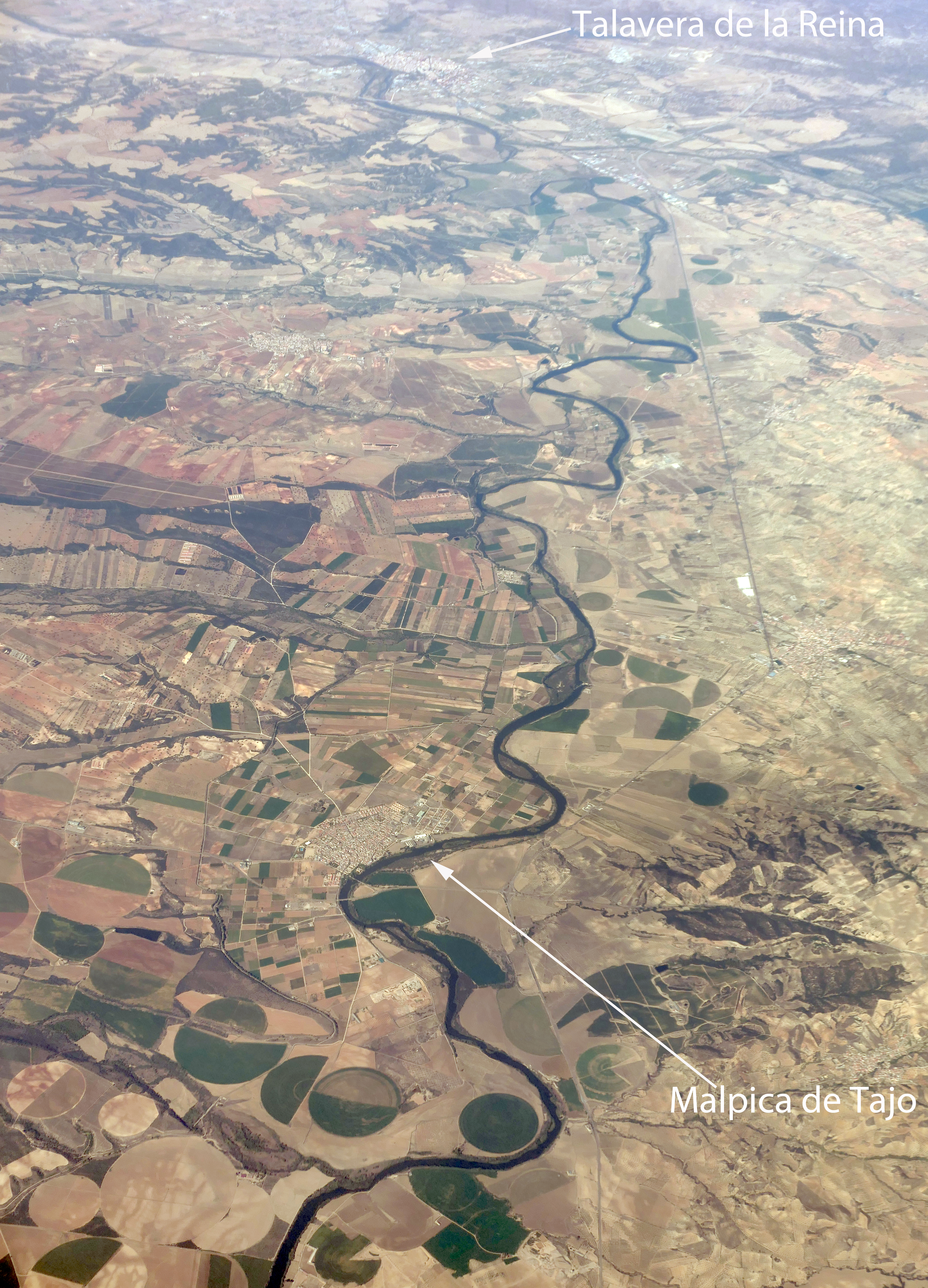
Tram entre Malpica de Tajo i Talavera de la Reina.

Un cop salvada la presa de Buendía, les possibilitats de recuperar el cabal aportat al Segura són molt limitades. Fins Aranjuez, no hi ha afluents d'importància, al que s'afegeix l'escassa pluviometria que presenta la zona sud-oriental de Guadalajara i sud-occidental de Madrid (entre 400 i 500 mm/any). Les planes al·luvials situades entorn del riu, que es nodreixen de les seves aigües, incideixen encara més en la pèrdua de cabal.
Quan el Tajo arriba a Aranjuez, la seva aportació és moltes vegades inferior als 6 m3 per segon, mínim establert per la normativa que regula el transvasament Tajo-Segura, conegut com «cabal ecològic». Abans de la inauguració del transvasament el 1979, el riu portava en aquest punt un volum d'aigua de 30 m3/s.
El Tajo es recobra parcialment de les contribucions realitzades al Segura quan conflueix amb el Jarama, que desemboca en el citat municipi madrileny. Aquest corrent tributa amb un cabal mitjà d'uns 16-20 m3/s, és a dir, tres vegades més que el que porta el mateix Tajo.
Les aportacions dels següents afluents (Algodor, Guadarrama i Alberche) tampoc aconsegueixen recuperar plenament el cabal cedit al Segura. A l'altura de Talavera de la Reina, el riu continua portant un volum d'aigua molt inferior a què presentava abans de la posada en marxa del transvasament Tajo-Segura. Segons dades de la Confederació Hidrogràfica del Tajo, el seu cabal ha disminuït un 40,2% entre el 1972 i 2005, al seu pas per la ciutat de Talavera.

### Preses del curs mitjà-baix
Els embassaments construïts sobre el seu curs constitueixen, així mateix, un altre factor d'alteració del règim hidrològic, donada la intensa regulació a la qual és sotmès el seu cabal. La presa del riu és especialment visible en el tram que va des de Talavera de la Reina fins a la frontera entre Espanya i Portugal, d'aproximadament uns 300 km. En aquesta part, el riu discorre a través d'una successió de preses (Azután, Valdecañas, Torrejón-Tajo, Alcántara i Cedillo), que es van connectant unes amb les altres. Únicament en el trajecte comprès entre Azután i Valdecañas, el Tajo discorre sense estar retingut.

### Dades oficials de cabal
La Confederació Hidrogràfica del Tajo, organisme que regula la conca espanyola, fa un seguiment del cabal del riu, a partir de dades recollides en diferents estacions d'aforament des de la dècada dels setanta. A continuació es detallen els cabals mitjans del Tajo, registrats en punts significatius del seu curs alt i mitjà-alt, ordenats d'aigües amunt a aigües avall:
- Peralejos de las Truchas (Guadalajara): 4,98 m3/s
- Trillo (Guadalajara): 18,76 m3/s
- Aranjuez (Madrid): 33,32 m3/s
- Toledo: 43,30 m3/s

## Valors ambientals
Les riberes i zones d'influència del Tajo reuneixen una rellevant flora i fauna, representatives de la regió central de la península Ibèrica. El fort grau de despoblament que presenten algunes zones integrades en la seva conca, com el seu curs alt i mitjà-baix, han permès preservar paratges de gran interès ecològic. Alguns d'ells han estat protegits legalment, cas del parc natural de l'Alt Tajo (Guadalajara i Cuenca), del Parc Nacional de Monfragüe (Càceres) i de la reserva natural de l'Estuari del Tajo, prop de Lisboa. Al voltant del curs del riu habiten quatre espècies animals en perill d'extinció: el linx ibèric, l'àguila imperial ibèrica, la cigonya negra i el voltor negre.

### Flora

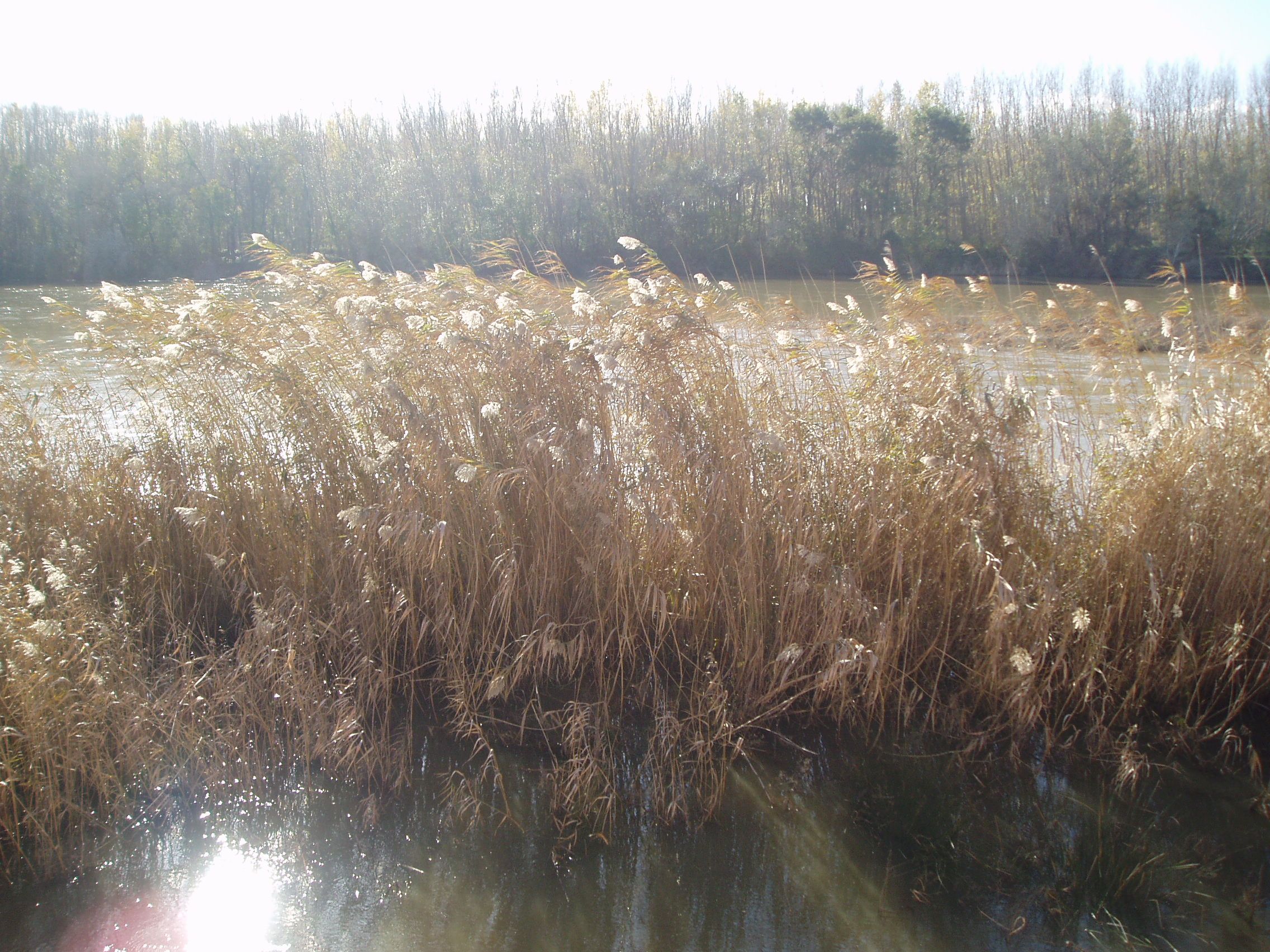
Canyars prop de Talavera de la Reina.

La conca hidrogràfica del Tajo posseeix una gran varietat d'ambients climàtics, conseqüència de la seva ubicació a les zones d'influència de les regions bioclimàtiques eurosiberiana i mediterrània. La presència de diverses unitats geomorfològiques al llarg del curs del riu també contribueix a l'esmentada diversitat d'ecosistemes, així com els diferents rangs altitudinals. Els congostos, les valls i els tallats defineixen el paisatge dels primers trams del Tajo. Aquí abunden espècies vegetals resistents als bruscs canvis de temperatura de la zona, com el pi, que pobla els llocs més escarpats del curs alt.
A mesura que es perd en altitud, apareixen les alzines, que s'intercalen, en els vessants de solana, amb grups de ginebre, savina i Euonymus europaeus. Les parts obagues estan integrades per roures, que s'acompanyen, en el sotabosc, d'aladern falsos i pomeroles. Els erms constitueixen una altra unitat geomorfològica del curs alt del riu. La degradació floral és la nota dominant en la major part d'aquestes, a causa de la intensa explotació ramadera. Els antics savinars han estat substituïts per arbustos, matolls i plantes herbàcies, amb la farigola, l'espígol, la ginesta, la gavarrera i les gramínies com a espècies principals.

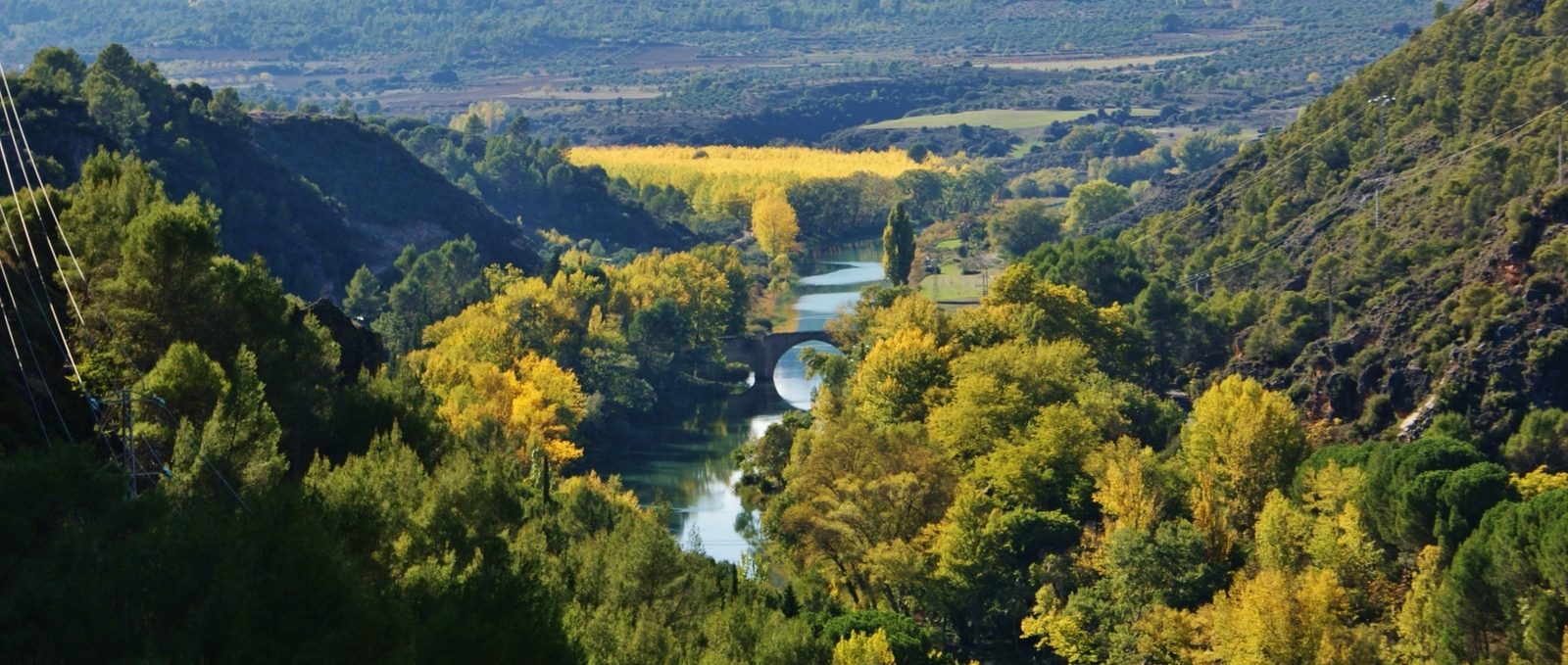
Bosc de ribera prop d'Auñón.

En el seu curs mitjà-alt, les riberes del riu estan poblades fonamentalment per salzes i Tamarix, després dels quals es troben pollancredes i alberedes. Els canyars també fan acte de presència en els seus marges, en recessos i embassades, principalment a la província de Toledo. A certa distància de les ribes, sorgeixen freixes i oms, aquesta última espècie en clara reculada a causa de l'aparició d'un fong infecciós que ha acabat amb nombrosos exemplars.

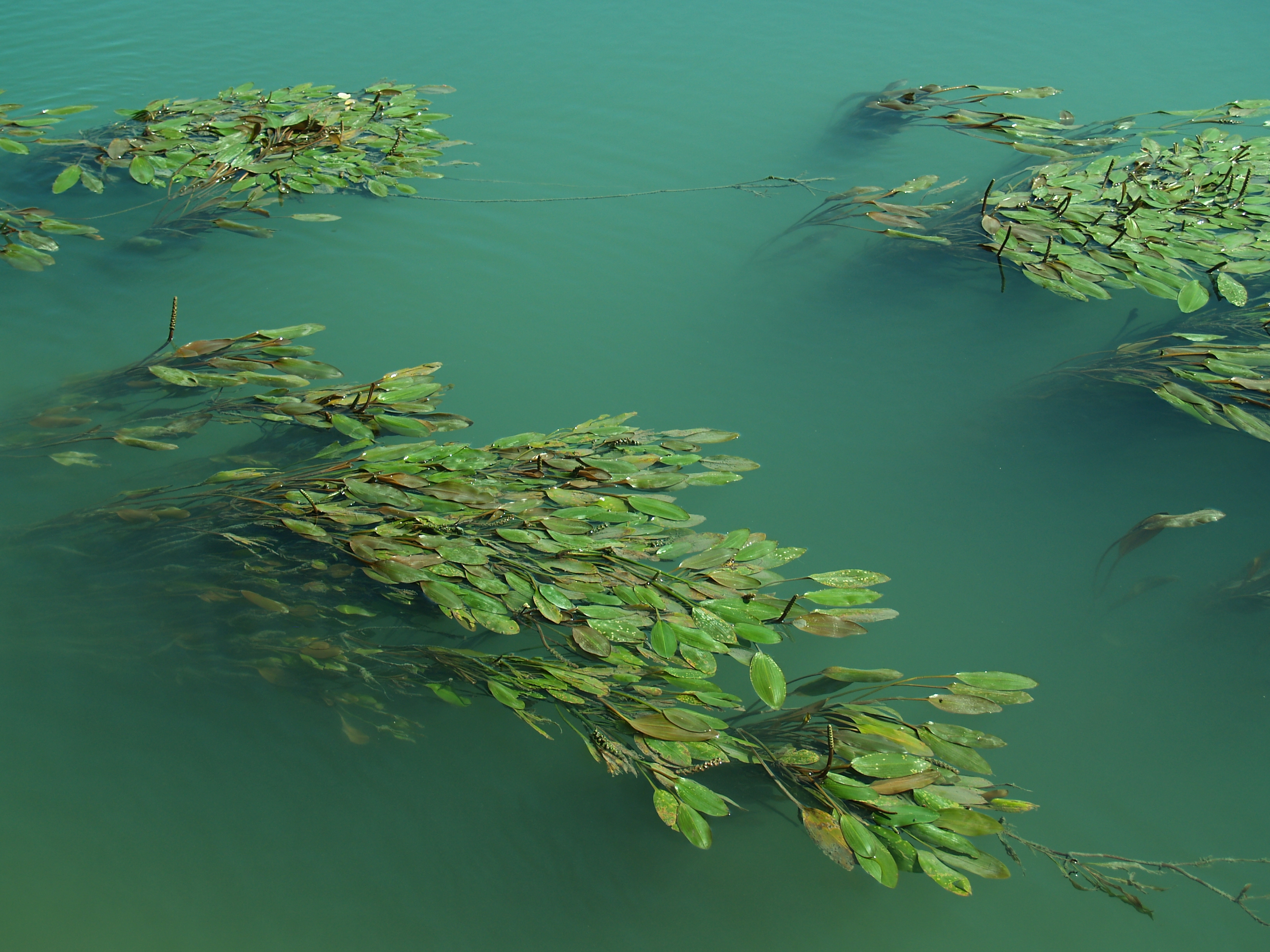
Vegetació aquàtica al riu.

Les alzines, coscolls, ginebres, matapolls i arços s'estenen en els seus voltants, tot i que els usos agrícoles han anat alterant aquest paisatge, reduint les poblacions d'aquestes espècies, a favor del matoll baix i de camps de conreu. Aquests són freqüents a la zona sud-oriental de Guadalajara, sud-occidental de Madrid i septentrional de Toledo, província, aquesta última, on s'alternen amb extensos regadius i hortes.
La vegetació de ribera més ben conservada del curs mitjà-alt del Tajo es localitza al voltant dels afluents que arriben des de les muntanyes de Toledo. En rius com el Gévalo o el Pusa, perduren espècies característiques de la regió central ibèrica, com el bedoll endèmic, l'arboç i el cirerer lloro. El curs mitjà-baix també presenta un alt grau de conservació vegetal. Els boscos mediterranis, densos i la devesa del Parc Nacional de Monfragüe es troben entre els més rellevants de la península Ibèrica. A les zones de solana, predominen l'alzina i l'ullastre; i, en les d'obaga, l'alzina surera, el roure, l'arboç, el bruguerar i la cornicabra.
Aquesta vegetació es prolonga aigües avall, cap a Alcántara i en el primer tram de riu per terres portugueses, al seu pas per la regió d'Alentejo. A mesura que el Tajo s'acosta a la seva desembocadura, passant per àrees cada vegada més poblades, el nivell de conservació de la flora riberenca va disminuint. L'excepció se situa a la reserva natural de l'Estuari del Tajo, que preserva ecosistemes de zones humides de gran interès ecològic.

### Fauna

#### Aus

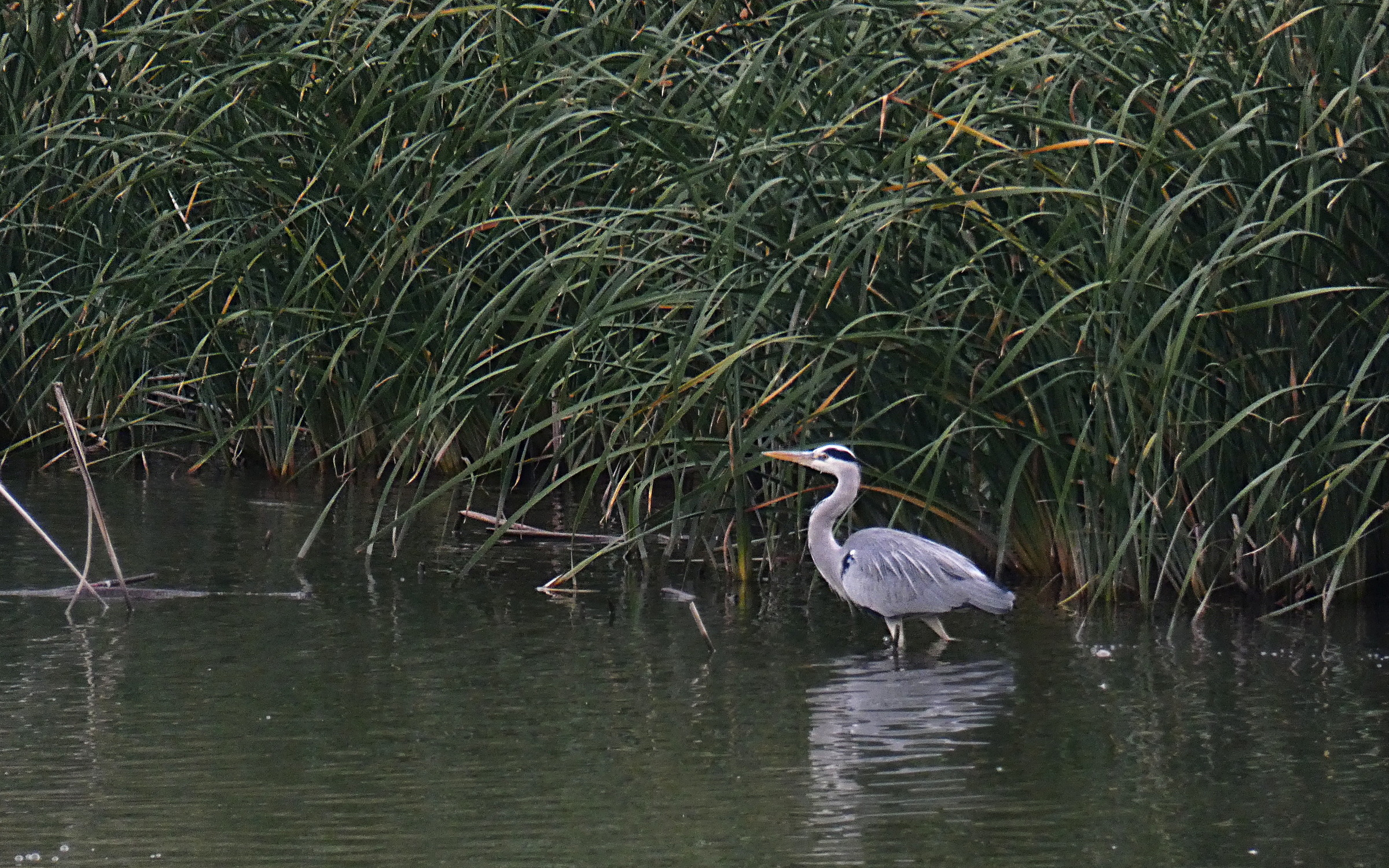
Bernat pescaire a les ribes del Tajo, a Toledo.

Les garses tenen en les riberes del Tajo una de les més importants poblacions de la península Ibèrica. Utilitzen els seus canyissars i espadanyes com dormidors i llocs de nidificació, així com les copes d'alguns arbres de ribera, cas del salze, el pollancre i l'om. Especialment significatives són les colònies d'esplugabous, les més nombroses d'Espanya, i de martinet blanc, que es concentren als voltants de Malpica de Tajo i de l'embassament d'Azután, tots dos enclavaments pertanyents a la província de Toledo. El martinet també es refugia en la conca espanyola i portuguesa del riu, juntament amb el bitó, el martinet i l'agró roig. Menys destacades són les poblacions de martinet ros i bernat pescaire, que apareixen molt localitzades a la província de Toledo.
La cigonya blanca i la cigonya negra -espècie, aquesta última, de la qual tot just habiten unes 350 parelles reproductores a Espanya- també nidifiquen en la seva conca. Alguns dels afluents i subafluents del riu (el Tiétar, l'Alberche o el Cofio) reuneixen interessants colònies de cigonya negra, juntament amb el mateix Tajo, principalment en les àrees protegides del parc nacional de Monfragüe (Càceres).
Pel que fa als camallargs de grans dimensions, s'han comptabilitzat al voltant de 20.000 exemplars de grua comú a la conca del Tajo, amb els embassaments de Càceres de Valdecañas i Alcántara com a hàbitats principals. L'estuari del Tajo, per la seva banda, arriba a albergar uns 6.000 flamencs. Anàtids com l'ànec collverd, la fotja o la polla d'aigua completen el capítol d'aus aquàtiques que habiten a les riberes i embassaments del riu. A elles s'uneixen aus rapinyaires com l'esparver d'espatlles blaves, el voltor comú, l'aufrany, l'àguila real, l'àguila marcenca, l'àguila cuabarrada, l'àguila calçada, l'àguila pescadora, el falcó pelegrí, el duc, el gamarús, la Òliba comuna o el xoriguer petit, que utilitzen els talussos rocosos del 'Tajo com a hàbitat, així com la seva vegetació circumdant.
L'embassament de Valdecañas i el Parc Nacional de Monfragüe donen recer a l'àguila imperial ibèrica, considerada una de les set aus més amenaçades del món. Monfragüe, a més, integra la colònia més gran d'Europa Occidental de voltor negre -especialment visibles en el paratge conegut com a Salto del Gitano, faralló rocós tallat a pic sobre el mateix riu-, juntament amb altres àrees properes al seu enclavament. S'estima que, en tot el món, viuen unes 1.600 parelles reproductores d'aquesta última espècie avícola. Entre les aus de mida petita, destaquen el picot, l'oriol, el busqueret, el rossinyol comú, l'abellerol i el blauet.

#### Mamífers

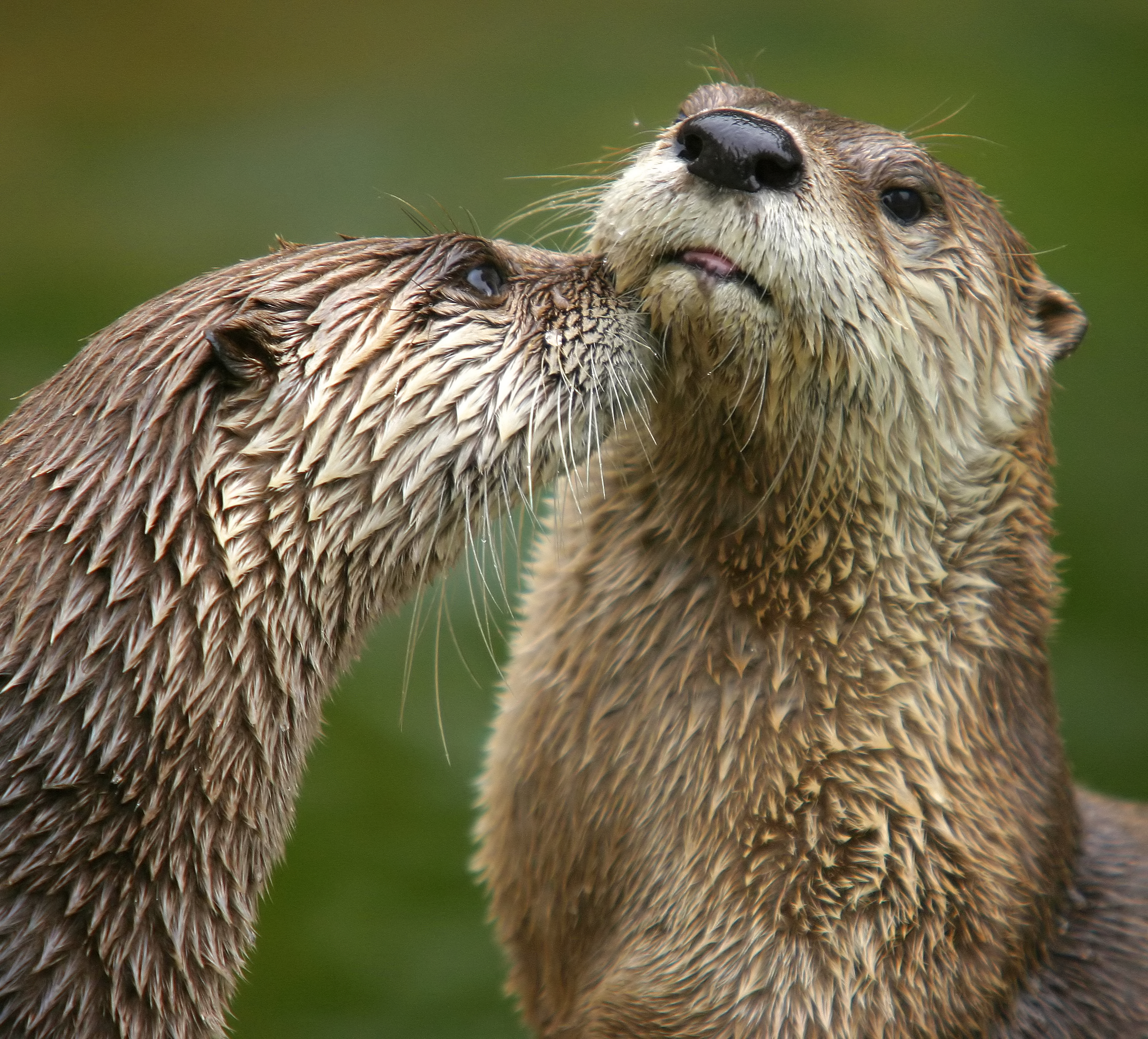
Encara és possible trobar lludrigues en el curs del Tajo, així com en alguns dels seus afluents.

Entre els mamífers que habiten al voltant del Tajo, destaca especialment el linx ibèric. Aquest felí, considerat el més amenaçat de la planeta, amb una població mundial de poc més de 200 exemplars, es localitza en algunes àrees del Parc Nacional de Monfragüe, així com a la zona fronterera entre Espanya i Portugal.
El llop ibèric, en el passat molt abundant en les zones d'influència del riu, visita ocasionalment les seves riberes, procedent de paratges pròxims, cas de la Sierra de San Pedro, a la província de Badajoz. La llúdriga, el mamífer d'hàbitat aquàtic més representatiu de la fauna ibèrica, apareix en els afluents menys contaminats del riu, com l'Alberche i el Tiétar. Però també en el mateix Tajo, a l'altura d'Aranjuez, en els canyissars i bardisses de les seves riberes.
A més d'aquestes tres espècies, el riu serveix de corredor biològic a diferents poblacions de gat salvatge, rata d'aigua, turó i, fins i tot, visó americà, espècie exògena introduïda involuntàriament a la península Ibèrica des de certes granges pelleteres. El capítol dels mamífers es completa amb la guineu, el senglar, el cérvol o el teixó, que es refugien preferentment en el Parc Natural de l'alt Tajo. A ells s'afegeixen el conill, la musaranya, l'eriçó i la fagina.

#### Rèptils, amfibis i peixos

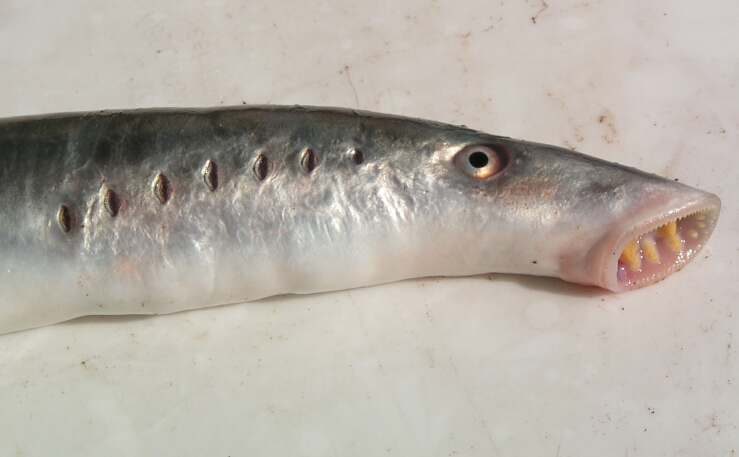
El tram portuguès del Tajo, acull les úniques poblacions ibèriques de la llamprea de riu.

Pel que fa a l'herpetofauna, la conca del riu integra espècies rèptils com el fardatxo, la serp blanca, l'escurçó ibèric i el dragó, a més de Lacerta viridis, si bé, aquest últim, amb una presència testimonial. La granota comuna, la granota pota llarga o ibèrica, la gandària i Triturus boscai són els amfibis més característics.
Pel que fa a la fauna piscícola, la conca del Tajo integra 14 dels 23 endemismes ibèrics. Els més representatius són la Truita de riu i el barb, que apareixen en el curs alt, i el lluç de riu i la voga, principalment en els trams mitjans i baixos. Peixos migradors, antany molt nombrosos, han desaparegut del tram espanyol de riu, a conseqüència de la construcció, en la segona meitat del segle xx, de diferents preses al llarg del seu curs. És el cas de la saboga i de la llamprea de riu, espècie, aquesta última, que té en el tram portuguès el seu únic hàbitat de la península Ibèrica. En canvi, sí que es troben poblacions d'anguiles a la part espanyola, concretament a Extremadura. Es tracta de grups que han quedat aïllats després de l'aixecament de la presa de Cedillo.

### Contaminació

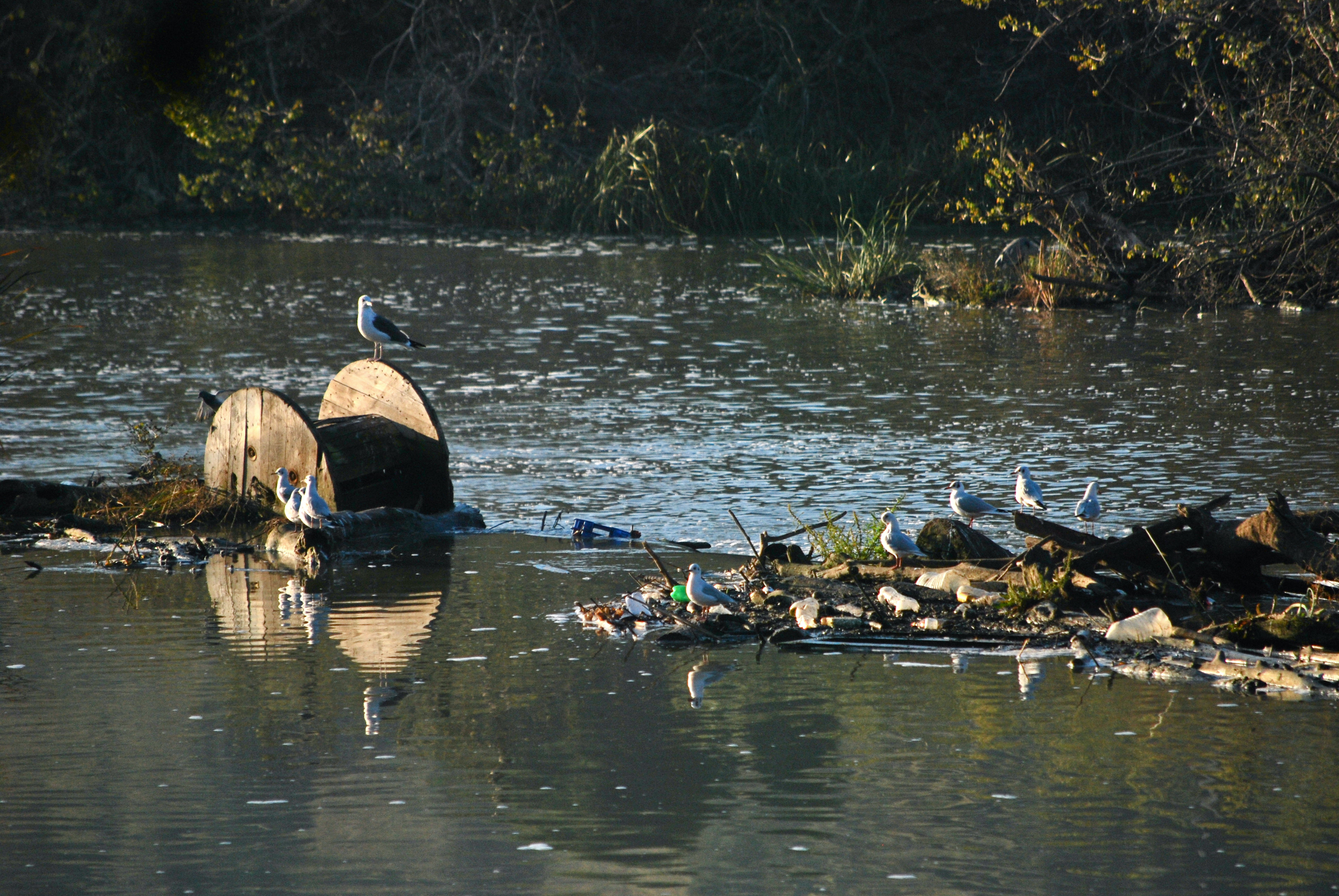
Residus a l'altura de Toledo.

No existeixen dades rigoroses sobre el nivell de contaminació del Tajo i els seus afluents. La Confederació Hidrogràfica del Tajo, organisme que regula el tram espanyol del riu, reconeix que no disposa d'informació d'impacte ambiental sobre el 95,11% de les aigües superficials. Només ha pogut avaluar la qualitat del 2,17% d'aquestes, d'acord amb els paràmetres definits per la directiva europea del Marc de l'Aigua, que fixa un termini de compliment fins a l'any 2015.
Tampoc abunda la informació sobre la qualitat de les aigües subterrànies, tot i que la mateixa Confederació estima que el 80% presenta problemes de contaminació per nitrats. Els aqüífers més degradats se situen a Castella-la Manxa, amb nivells superiors als 100 mg/l a Ocaña, a la vall del Tiétar i a la comarca de la Alcarria; així com en l'eix Madrid - Talavera de la Reina, on se superen els 50 mg/l.
En canvi, sí que hi ha constància que diversos trams no compleixen amb els objectius marcats pel mateix Pla Hidrològic del Tajo, que se circumscriu a la conca espanyola. No són aptes per a ús prepotable les aigües de l'Alberche, a l'altura de Talavera de la Reina; de l'embassament de Cazalegas, format per aquest últim riu; de l'Alagón, a la província de Càceres; de l'Algodor,a la de Toledo; i de l'Henares, al seu pas per l'embassament de Beleña, a Guadalajara.
Els principals focus contaminants de la conca són els següents:
- Aigües residuals urbanes.L'àrea metropolitana de Madrid presenta insuficiències en el tractament complet dels seus abocaments, malgrat comptar amb el nombre més gran de depuradores de tota la conca. Tot i que la posada en marxa el 1995 del Pla de Sanejament i Depuració d'Aigües Residuals de la Comunitat de Madrid ha corregit gran part dels problemes, els nivells de matèria orgànica i nutrients del curs mitjà i baix del Jarama, des de la seva confluència amb l'Henares fins a la seva desembocadura en el Tajo, continuen sent alts. El deficient estat de depuració de les aigües residuals ha provocat un excessiu nivell d'eutrofització en almenys vint-i-un embassaments de la conca, extrem que es fa especialment visible en els pantans d'Alcántara i Arrocampo-Almaraz, tots dos a la província de Càceres.[39]
- Abocaments d'origen industrial. Les indústries radicades a l'àrea metropolitana de Madrid i en l'entorn de Guadalajara generen nombrosos abocaments tòxics, causants de freqüents mortaldats de peixos en diversos trams del Jarama i del Tajo, segons denuncia Greenpeace.[40]
- Explotacions agrícoles i ramaderes. Els mals usos agrícoles i ramaders són causants directes de la contaminació de les aigües subterrànies, que, com s'ha esmentat, es troben afectades en un 80% per concentracions elevades de nitrats i també de fosfats.

## Usos recreatius

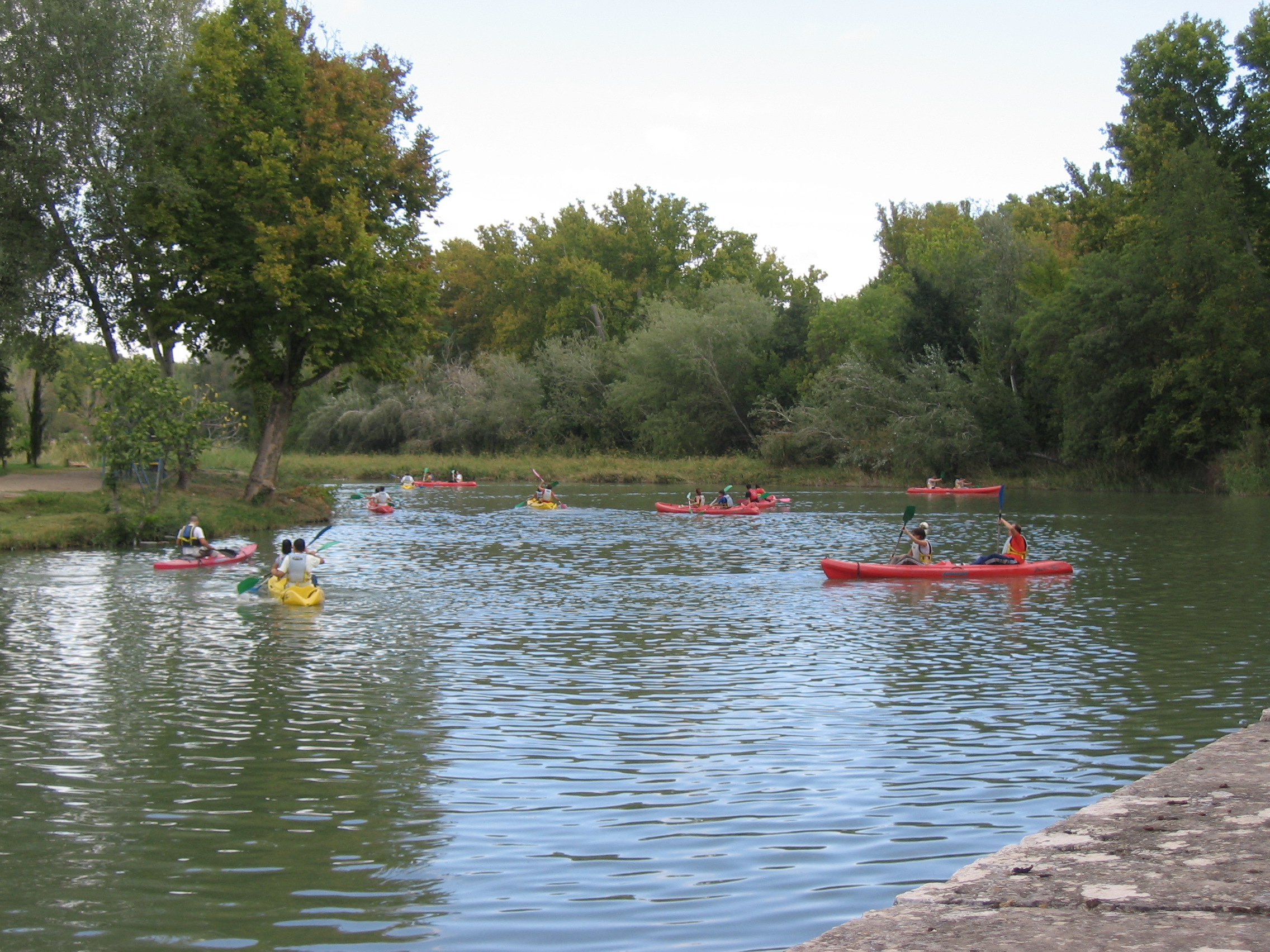
Piragüisme al curs mitjà-alt del Tajo, a l'altura d'Aranjuez. En aquest terme conflueixen el Jarama i l'Algodor.

Els prop de 100 km del canó de l'Alt Tajo al seu pas pel parc natural del mateix nom ofereixen una de les millors opcions per a la pràctica del piragüisme en aigües braves al centre peninsular. Destacant els trams propers a Peralejos de las Truchas i el puente de San Pedro, amb seccions tan conegudes com el "Salto de la Rata" o el "Infranqueable". Diverses empreses d'aventura ofereixen aquesta activitat en els voltants de Poveda de la Sierra i Ocentejo. En la modalitat d'aigües tranquil·les el piragüisme es pot practicar als embassaments d'Entrepeñas i Bolarque. Un descens clàssic en aquesta modalitat té lloc cada any entre Morillejo i Trillo. L'onada estacionària que es forma a l'aforament d'Almoguera és visitada pels practicants d'estil lliure. També hi ha importants clubs de piragüisme en aigües tranquil·les a Aranjuez i Talavera de la Reina. Recentment s'han celebrat proves de caràcter nacional en las Herencias, a prop ja del límit amb Extremadura.